# Województwo małopolskie
Województwo małopolskie – jedno z 16 województw Polski. Województwo zajmuje powierzchnię 15 182 km² i jest jednym z mniejszych w Polsce (12. miejsce w kraju). Województwo ma około 3,4 mln mieszkańców (stan na 31 grudnia 2019), zajmując pod tym względem 4. miejsce w Polsce. Gęstość zaludnienia jest drugą najwyższą w kraju po woj. śląskim (małopolskie – 226 osoby/km², śląskie – 355 osoby/km², średnia krajowa – 121 osoby/km²). W obecnym kształcie powstało 1 stycznia 1999 r. w wyniku reformy administracyjnej. Siedzibą wojewody i sejmiku jest Kraków.

## Historia województwa

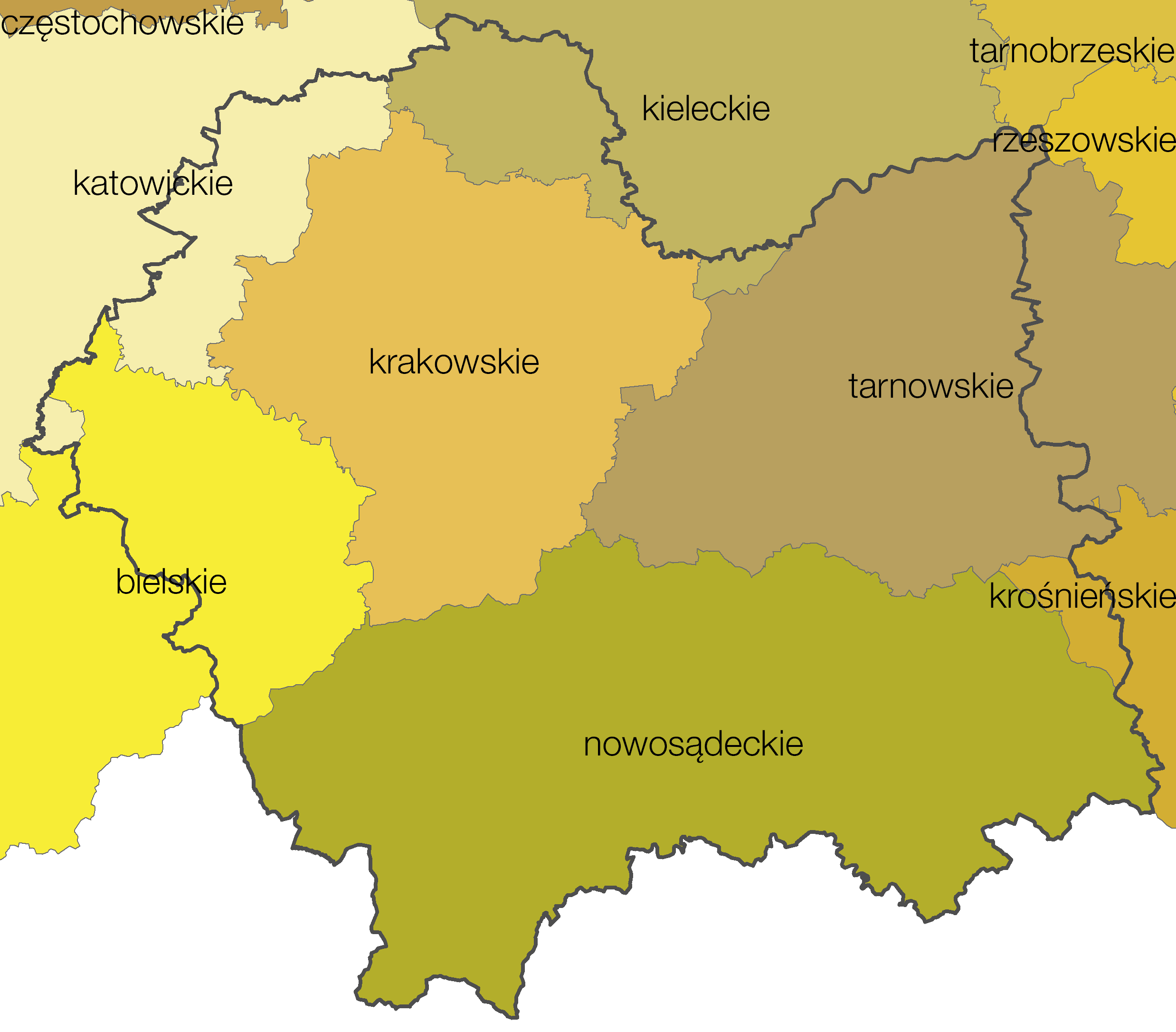
Województwa z lat 1975–1998 z granicą obecnego województwa małopolskiego

Województwo małopolskie zostało utworzone w 1999 roku, obejmując mniejszy fragment Małopolski historycznej i geograficznej oraz fragmenty Spisza i Orawy. Stworzono je z województw poprzedniego podziału administracyjnego, mianowicie z:

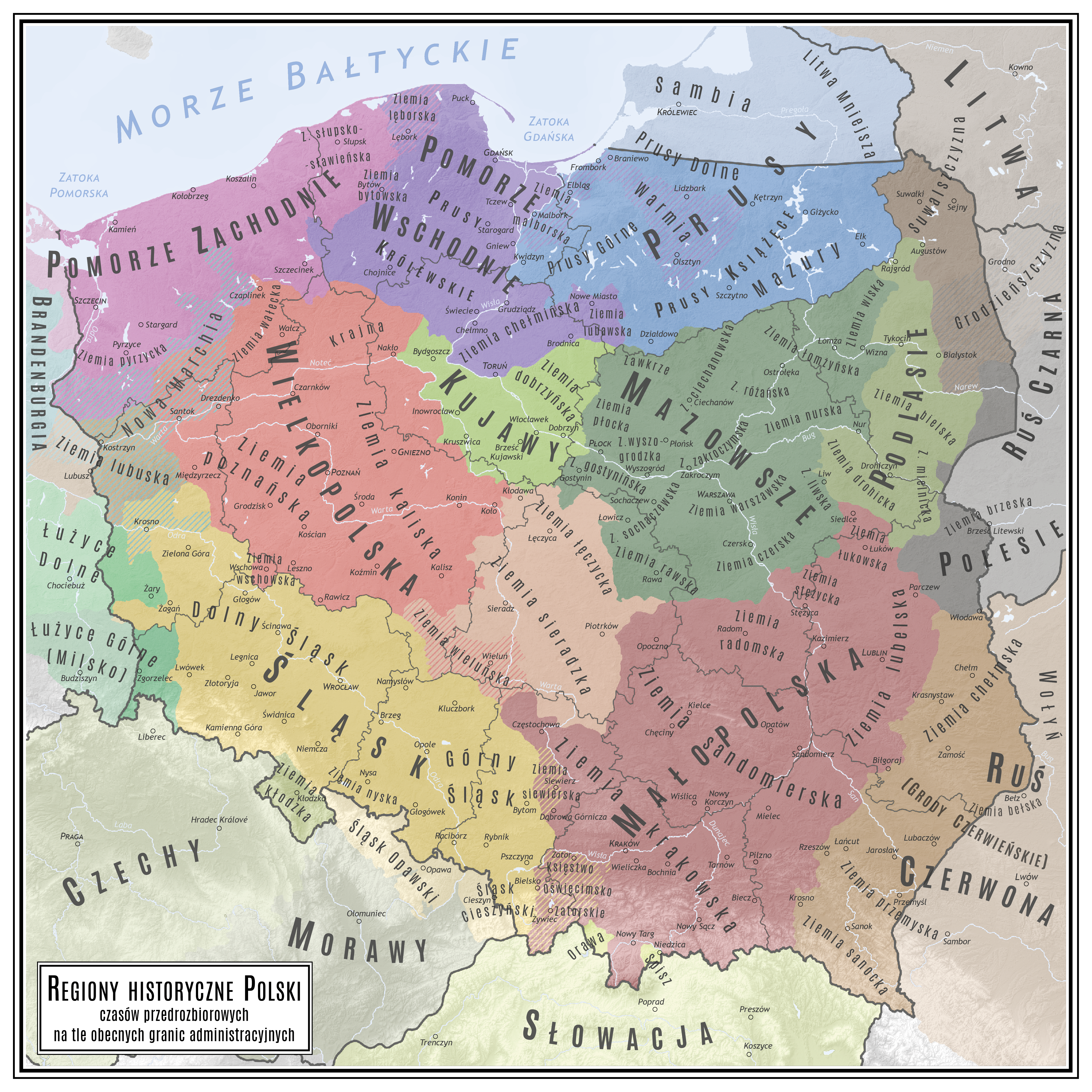
Krainy historyczne województwa małopolskiego i Polski na tle współczesnych granic administracyjnych

- Krainy historyczne województwa małopolskiego i Polski na tle współczesnych granic administracyjnychkrakowskiego – w całości,
- nowosądeckiego – w całości,
- tarnowskiego[a] – oprócz gmin powiatu dębickiego i gmin Radomyśl Wlk. i Wadowice Grn. z powiatu mieleckiego,
- bielskiego – tylko gminy powiatów suskiego, wadowickiego i oświęcimskiego,
- katowickiego – tylko gminy powiatów olkuskiego[b] i chrzanowskiego oraz gmina Brzeszcze z powiatu oświęcimskiego,
- kieleckiego – tylko gminy powiatu miechowskiego oraz gminy Pałecznica i Koszyce z powiatu proszowickiego,
- krośnieńskiego – tylko gminy Biecz i Lipinki w powiecie gorlickim.

Województwo małopolskie jako jedyne ma prawo do posiadania w swoim herbie godła Polski, czyli białego orła w koronie, z głową zwróconą w prawą stronę, na czerwonym tle. Pozostaje więc tradycyjnie jego depozytariuszem.

## Geografia
Powierzchnia województwa wynosi 15 182,79 km², co stanowi 4,9% obszaru Polski (1 stycznia 2014).

### Położenie administracyjne
Województwo jest położone w południowej Polsce i graniczy ze:
- Słowacją (z krajami preszowskim i żylińskim) na długości 301,6 km na południu

oraz z województwami:
- podkarpackim na długości 177,9 km na wschodzie
- śląskim na długości 273,4 km na zachodzie
- świętokrzyskim na długości 178,4 km na północy

### Położenie fizycznogeograficzne
Województwo małopolskie obejmuje fragmenty Karpat Zachodnich oraz Wyżyny Małopolskiej.

### Położenie historyczne
Teren województwa obejmuje zachodnią część krainy historycznej i geograficznej zwanej Małopolską oraz fragmenty dwóch mniejszych krain historycznych – Spisza i Orawy.

### Topografia

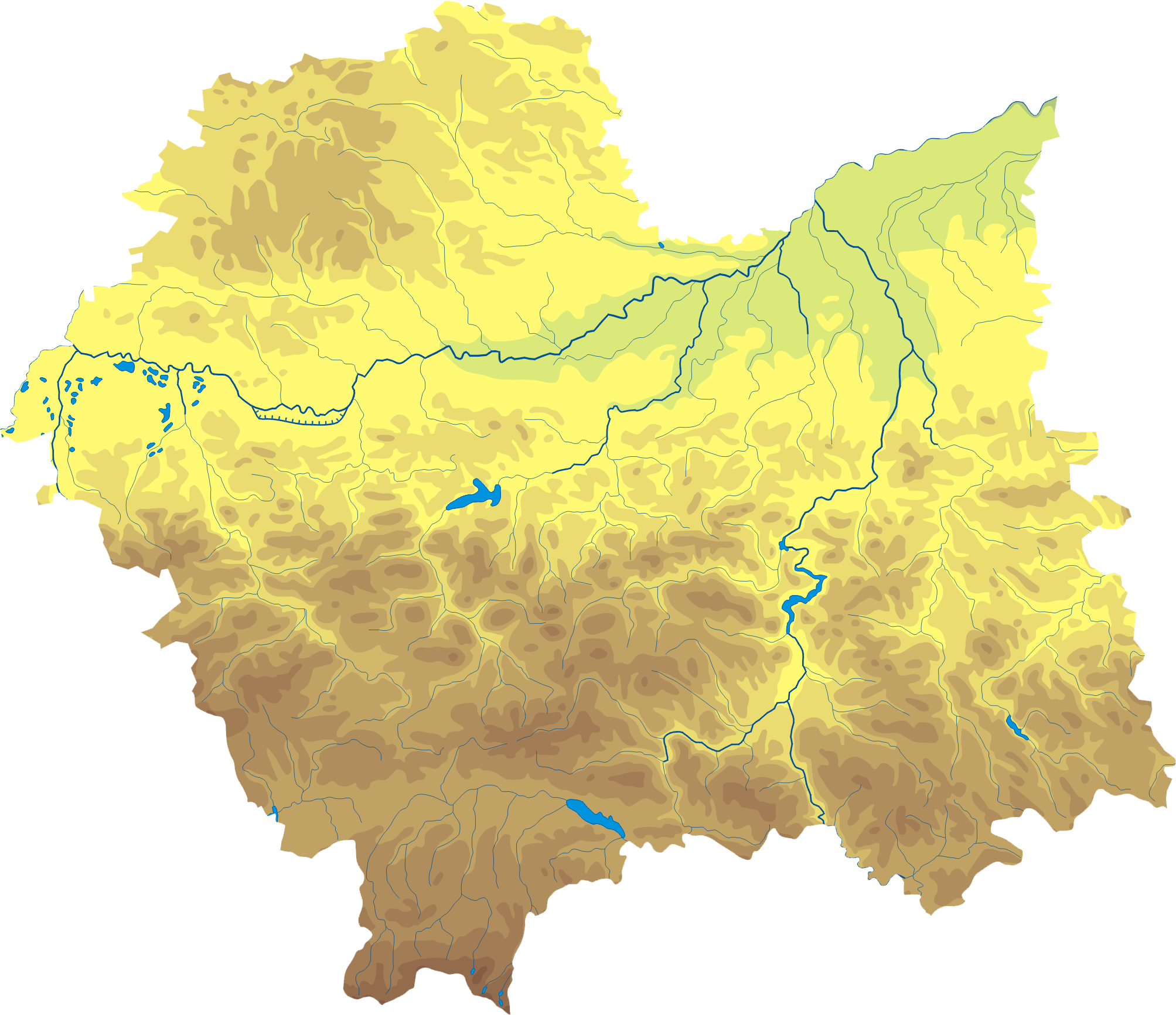
Mapa fizyczna województwa

W wymiarze północ–południe województwo rozciąga się na długości 151 km, to jest 1°21′43″. W wymiarze wschód–zachód rozpiętość województwa wynosi 167 km, co w mierze kątowej daje 2°23′30″.
Współrzędne geograficzne skrajnych punktów:
- północny: 50°31′13″ szer. geogr. N – działka ewidencyjna nr 382/3 (powiat miechowski),
- południowy: 49°09′30″N – grań Wołowego Grzbietu pomiędzy słupkami granicznymi nr 210/4 a nr 210/5 (powiat tatrzański),
- zachodni: 19°04′59″ dług. geogr. E – zach. narożnik działki ewidencyjnej nr 982/1 (powiat oświęcimski),
- wschodni: 21°25′18″E – wsch. narożnik działki ewidencyjnej nr 17 (powiat gorlicki).

Ukształtowanie powierzchni ma charakter zdecydowanie górski i wyżynny.

Najwyższym punktem jest północny wierzchołek Rysów – 2499 m n.p.m.

### Klimat
Województwo małopolskie leży w strefie klimatu umiarkowanego. Występuje duża amplituda temperatur wynikająca z dużego zróżnicowania wysokości. Maksymalna zanotowana temperatura wynosi +37 °C, a minimalna −38 °C.
Pokrywa śnieżna w Tatrach często utrzymuje się od listopada do połowy maja, ale jego opady są możliwe o każdej porze roku. W innych górskich rejonach śnieg pokrywa stoki do marca, a na sztucznie ośnieżanych stokach narciarskich można czasami szusować nawet na początku kwietnia.
Małopolski klimat ma swoje anomalie. Najbardziej znany jest halny – gwałtowny, ciepły wiatr, który w kilka dni może stopić nawet kilkadziesiąt centymetrów śniegu. Z kolei orawiak jest wiatrem zimnym, wiejącym od Babiej Góry, który temperaturę na Podhalu może obniżyć nawet o kilka stopni.

### Stosunki wodne
Teren województwa znajduje się w większości w zlewisku Morza Bałtyckiego z dorzeczem Wisły – ok. 90% powierzchni województwa, natomiast południowo-zachodnia część leży na terenie zlewiska Morza Czarnego z dorzeczem Dunaju.

## Urbanizacja
W województwie małopolskim są 64 miasta, w tym 3 miasta na prawach powiatu.
- Alwernia
- Andrychów
- Biecz
- Bobowa
- Bochnia
- Brzesko
- Brzeszcze
- Bukowno
- Chełmek
- Chrzanów
- Ciężkowice
- Czarny Dunajec
- Czchów
- Dąbrowa Tarnowska
- Dobczyce
- Gorlice
- Grybów
- Jordanów
- Kalwaria Zebrzydowska
- Kęty
- Koszyce
- Kraków
- Krynica-Zdrój
- Krzeszowice
- Książ Wielki
- Libiąż
- Limanowa
- Maków Podhalański
- Miechów
- Mszana Dolna
- Muszyna
- Myślenice
- Niepołomice
- Nowe Brzesko
- Nowy Sącz
- Nowy Targ
- Nowy Wiśnicz
- Olkusz
- Oświęcim
- Piwniczna-Zdrój
- Proszowice
- Rabka-Zdrój
- Radłów
- Ryglice
- Skała
- Skawina
- Słomniki
- Stary Sącz
- Sucha Beskidzka
- Sułkowice
- Szczawnica
- Szczucin
- Świątniki Górne
- Tarnów
- Trzebinia
- Tuchów
- Wadowice
- Wieliczka
- Wojnicz
- Wolbrom
- Zakliczyn
- Zakopane
- Zator
- Żabno

## Demografia

### Liczba ludności w podziale na płeć i miasto-wieś
Dane z 30 czerwca 2014 roku:
| Opis                              | Ogółem    | Ogółem | Kobiety   | Kobiety | Mężczyźni | Mężczyźni |
| --------------------------------- | --------- | ------ | --------- | ------- | --------- | --------- |
| Jednostka                         | osób      | %      | osób      | %       | osób      | %         |
| Populacja                         | 3 364 176 | 100    | 1 731 947 | 51      | 1 632 229 | 49        |
| Gęstość zaludnienia [mieszk./km²] | 222       | 222    | 114       | 114     | 108       | 108       |

Liczba ludności (dane z 30 czerwca 2014):
|        | Ogółem    | Ogółem | Kobiety   | Kobiety | Mężczyźni | Mężczyźni |
| osób   | %         | osób   | %         | osób    | %         |           |
| ------ | --------- | ------ | --------- | ------- | --------- | --------- |
| Ogółem | 3 364 176 | 100    | 1 731 947 | 51,48   | 1 632 229 | 48,52     |
| Miasto | 1 636 781 | 48,65  | 862 591   | 25,64   | 774 190   | 23,01     |
| Wieś   | 1 727 395 | 51,35  | 869 356   | 25,84   | 858 039   | 25,51     |

▶Wieś vs ▶miasto
Ogółem (▶k, ▶m)
Miasto (▶k, ▶m)
Wieś (▶k, ▶m)

### Liczba ludności na przestrzeni lat
Dane od momentu wprowadzenia reformy administracyjnej z 1999 roku
- 1999 – 3 217 865
- 2000 – 3 229 139
- 2001 – 3 236 268
- 2002 – 3 237 217
- 2003 – 3 252 949
- 2004 – 3 260 201
- 2005 – 3 266 187
- 2006 – 3 271 206
- 2007 – 3 279 036
- 2008 – 3 287 136
- 2009 – 3 298 270
- 2010 – 3 310 094
- 2011 – 3 346 796
- 2012 – 3 354 077
- 2013 – 3 360 581
- 2014 – 3 368 336
- 2015 – 3 372 618
- 2016 – 3 382 260
- 2017 – 3 391 380
- 2018 – 3 400 577
- 2019 – 3 410 901
- 2020 – 3 410 441
- 2021 – 3 407 727  [9]

### Piramida wieku mieszkańców W. małopolskiego
Dane z 2014 roku.

### Mniejszości narodowe i grupy etniczne
Województwo małopolskie zamieszkują Słowacy, Ukraińcy, Żydzi i Ormianie, będący przedstawicielami czterech mniejszości narodowych.
Według spisu powszechnego z 2002 r., wśród obywateli polskich zamieszkujących województwo byli:
- Słowacy – 1572 osoby (kraj – 1710),
- Ukraińcy – 472 osoby,
- Żydzi – 50 osób,
- Ormianie – 22 osoby.

Powyższe dane statystyczne, zebrane na podstawie spisu powszechnego, oparte są na subiektywnych czynnikach, takich jak samookreślenie, poczucie przynależności do danej grupy mniejszościowej, a niekoniecznie zależne od takich kategorii jak np. przynależność językowa czy religijna.
Województwo małopolskie zamieszkują również przedstawiciele dwóch grup etnicznych – Łemków i Romów.
Oficjalne statystyki podają, że w województwie małopolskim zamieszkuje 1678 Romów (Cyganów). Pierwsza wzmianka historyczna, którą można odnieść do Cyganów w Polsce pochodzi z 1401 r. i dotyczy mieszczanina Cigana zamieszkującego Podgórze koło Krakowa. Romowie w tym czasie przywędrowali do Polski z południa, od strony Węgier, dokąd dotarli z Bałkanów. Ich praojczyzną są Indie, skąd wyemigrowali ok. X w.
Romowie w Polsce dzielą się, w zależności od stosunku do tradycji koczowniczych, na grupę osiadłą w Karpatach i grupy wędrowne. Karpaccy Romowie (nazwa nadana przez uczonych) nazwani zostali przez innych Górskim Cyganami – Bergitka Roma, Bergare, Bergary. Z czasem sami tę nazwę przyjęli jako własną. Wśród wędrownych (od 1964 r. zaczęto ich osiedlać naciskami administracyjnymi) najliczniejszą grupę stanowią Polska Roma, przybyli do Polski z Zachodu Europy w XVI w. W początku II poł. XIX w. z terenów obecnej Rumunii przybyły grupy Kełderaszy (Kelderari, Kalderari – Kotlarze) oraz Lowarów (Koniarzy).

## Religia
Na terenie województwa znajdują się rzymskokatolicka archidiecezja krakowska oraz diecezja bielsko-żywiecka (część), diecezja kielecka (część), diecezja tarnowska (część), diecezja sosnowiecka (metropolia częstochowska, część), diecezja rzeszowska (metropolia przemyska, część), a także greckokatolicka archieparchia przemysko-warszawska.
Działają również Kościoły starokatolickie: Kościół Polskokatolicki, Kościół Starokatolicki Mariawitów (diecezja śląsko-łódzka) i Kościół Katolicki Mariawitów.
W Krakowie znajduje się siedziba prawosławnego dekanatu diecezji łódzko-poznańskiej, a w Gorlicach siedziba diecezji przemysko-gorlickiej Polskiego Autokefalicznego Kościoła Prawosławnego.
Protestantyzm reprezentuje: Kościół Ewangelicko-Augsburski, Kościół Ewangelicko-Reformowany, Kościół Ewangelicko-Metodystyczny, Kościół Chrześcijan Baptystów, Kościół Adwentystów Dnia Siódmego, Kościół Boży, Kościół Boży w Chrystusie, Kościół Ewangeliczny „Misja Łaski”, Kościół Zielonoświątkowy w RP, Kościół Wolnych Chrześcijan, Chrześcijańska Wspólnota Zielonoświątkowa, Kościół Ewangelicznych Chrześcijan w RP, Wspólnota Chrześcijańska „Golgota”, Kościół Chrześcijan Dnia Sobotniego, Ewangeliczna Wspólnota Zielonoświątkowa i Kościół Remonstrantów Polskich.
Działają również Świadkowie Jehowy, Świecki Ruch Misyjny „Epifania”, Zrzeszenie Wolnych Badaczy Pisma Świętego i Kościół Jezusa Chrystusa Świętych w Dniach Ostatnich.
Działalność prowadzi Gmina Wyznaniowa Żydowska w Krakowie i Beit Kraków oraz Liga Muzułmańska, Szkoła Zen Kwan Um w Polsce, Sanga Zen uczniów Mistrza Kaisena, Wspólnota Buddyjska Triratna, Związek Buddyjski Tradycji Karma Kamtzang i Buddyjski Związek Diamentowej Drogi Linii Karma Kagyu.

## Administracja i polityka

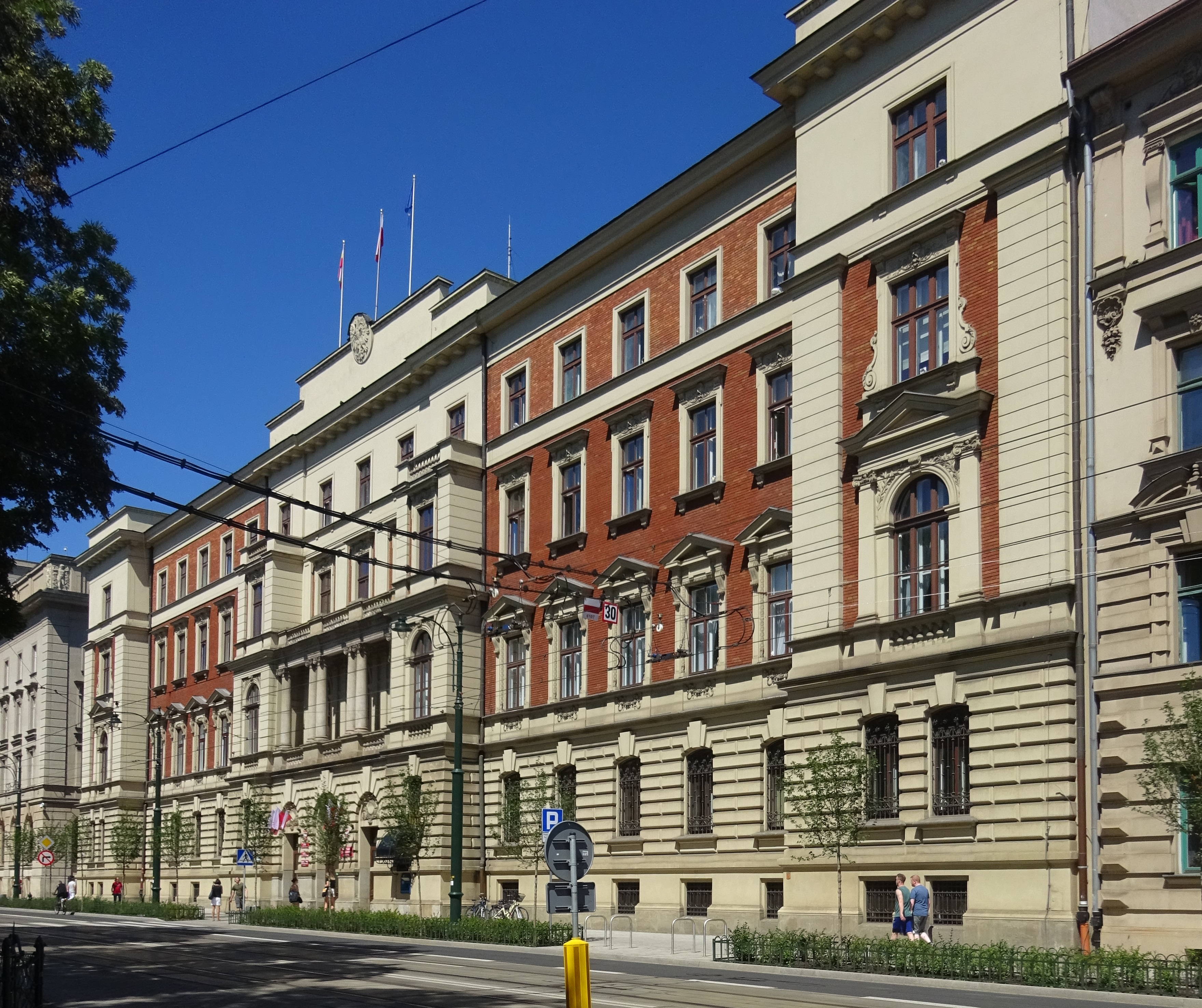
Gmach Małopolskiego Urzędu Wojewódzkiego w Krakowie

Logo województwa

### Samorząd wojewódzki
Organem stanowiącym samorządu jest Sejmik Województwa Małopolskiego składający się z 39 radnych. Siedzibą sejmiku województwa jest Kraków. Sejmik wybiera organ wykonawczy samorządu, którym jest zarząd województwa, składający się z 5 członków z przewodniczącym mu marszałkiem.
Podział klubów w Sejmiku Województwa Małopolskiego (lipiec 2024):
| Klub                                       | Liczba radnych |
| ------------------------------------------ | -------------- |
| Prawo i Sprawiedliwość                     | 21/39          |
| Koalicja Obywatelska                       | 12/39          |
| Trzecia Droga - Polskie Stronnictwo Ludowe | 6/39           |

Marszałkowie
- od 1998 do 2002 Marek Nawara
- od 2002 do 2006 Janusz Sepioł
- od 2006 do 2010 Marek Nawara
- od 2010 do 2015 Marek Sowa
- od 2015 do 2018 Jacek Krupa
- od 2018 do 2024 Witold Kozłowski
- od 2024 Łukasz Smółka

### Administracja rządowa
Terenowym organem administracji rządowej jest Wojewoda Małopolski wyznaczany przez Prezesa Rady Ministrów. Siedzibą wojewody jest Kraków, w którym znajduje się Małopolski Urząd Wojewódzki w Krakowie przy ulicy Basztowej 22. W ramach urzędu działają także delegatury w Tarnowie i w Nowym Sączu.
Delegatury urzędu wojewódzkiego obejmują swoim zasięgiem obszar działania:
- delegatura w Nowym Sączu powiaty: gorlickiego, limanowskiego, i nowosądeckiego oraz miasto Nowy Sącz;
- delegatura w Tarnowie powiaty: bocheńskiego, brzeskiego, dąbrowskiego, i tarnowskiego oraz miasto Tarnów.

Wojewodowie Małopolscy
- Ryszard Masłowski od 1999 do 2001
- Jerzy Adamik od 2001 do 2005
- Witold Kochan od 2005 do 2006
- Maciej Klima od 2006 do 2007
- Jerzy Miller od 2007 do 2009
- Stanisław Kracik od 2009 do 2011
- Jerzy Miller od 2011 do 2015
- Józef Pilch od 2015 do 2017
- Piotr Ćwik od 2017 do 2020
- Łukasz Kmita od 2020 do 2023
- Krzysztof Klęczar od 2023[13]

Wicewojewodowie Małopolscy
- Andrzej Harężlak od 2001 do 2003
- Ryszard Półtorak od 2001 do 2006
- Stanisław Sorys od 2007 do 2010
- Andrzej Harężlak od 2011 do 2014
- Wojciech Szczepanik w 2015
- Józef Gawron od 2015 do 2018
- Piotr Ćwik od 2015 do 2017
- Zbigniew Starzec od 2018 do 2020
- Józef Leśniak od 2019 do 2022
- Ryszard Pagacz od 2020[14] do 2023
- Mateusz Małodziński od 2022[15] do 2023
- Elżbieta Achinger od 2024[16]
- Ryszard Śmiałek od 2024

### Polityka
Mieszkańcy województwa wybierają łącznie 41 posłów na Sejm w czterech okręgach wyborczych: nr 12, 13, 14 i 15, 8 senatorów w jednomandatowych okręgach wyborczych: 30, 31, 32, 33, 34, 35, 36 i 37 oraz eurodeputowanych z okręgu wyborczego nr 10, obejmującego także województwo świętokrzyskie.

### Współpraca samorządowa
Na terenie województwa funkcjonują trzy euroregiony:
- Euroregion Tatry – na południu
- Euroregion Beskidy – na południowym zachodzie
- Euroregion Karpacki – na wschodzie

## Przyroda

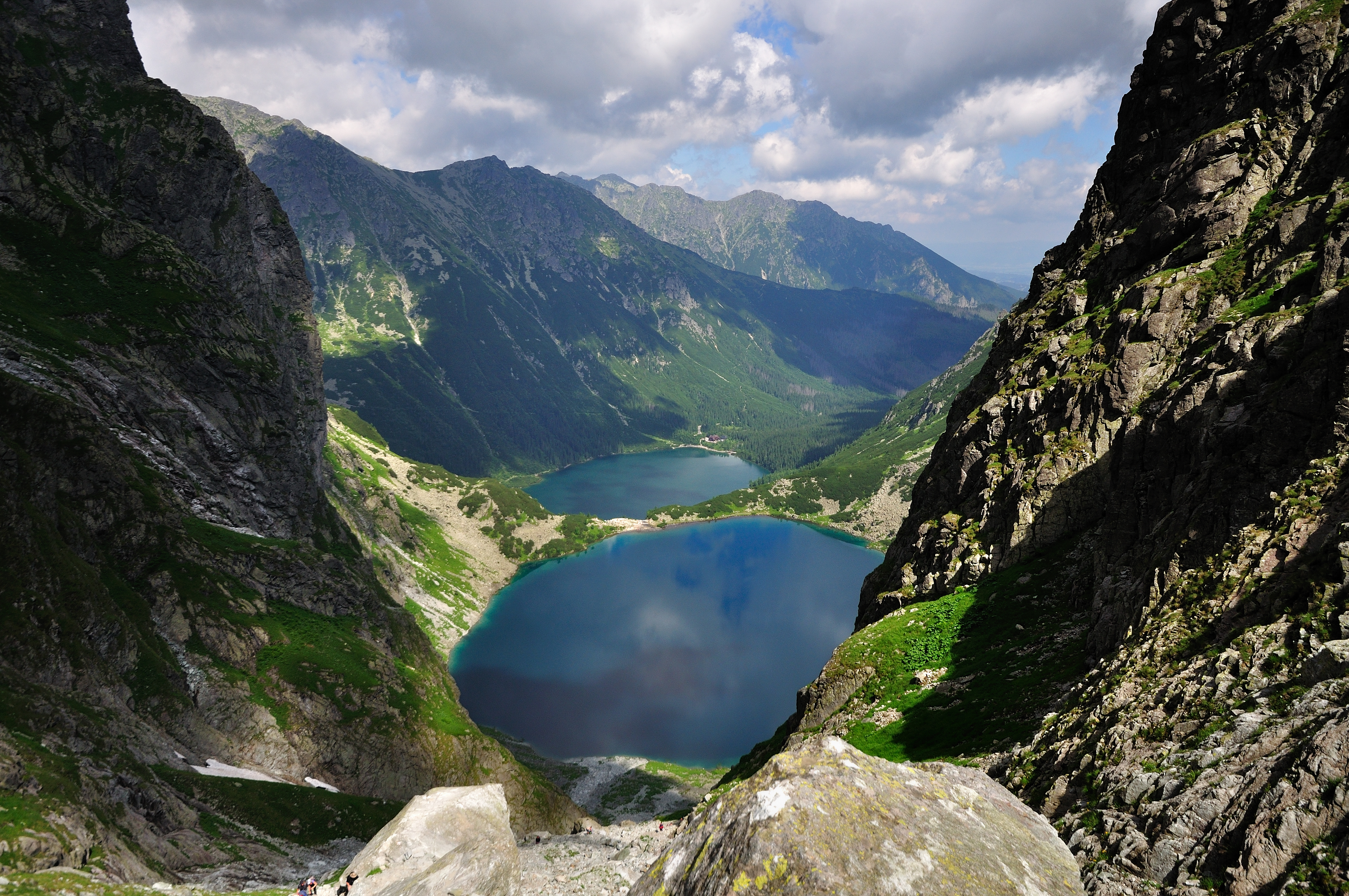
Morskie Oko

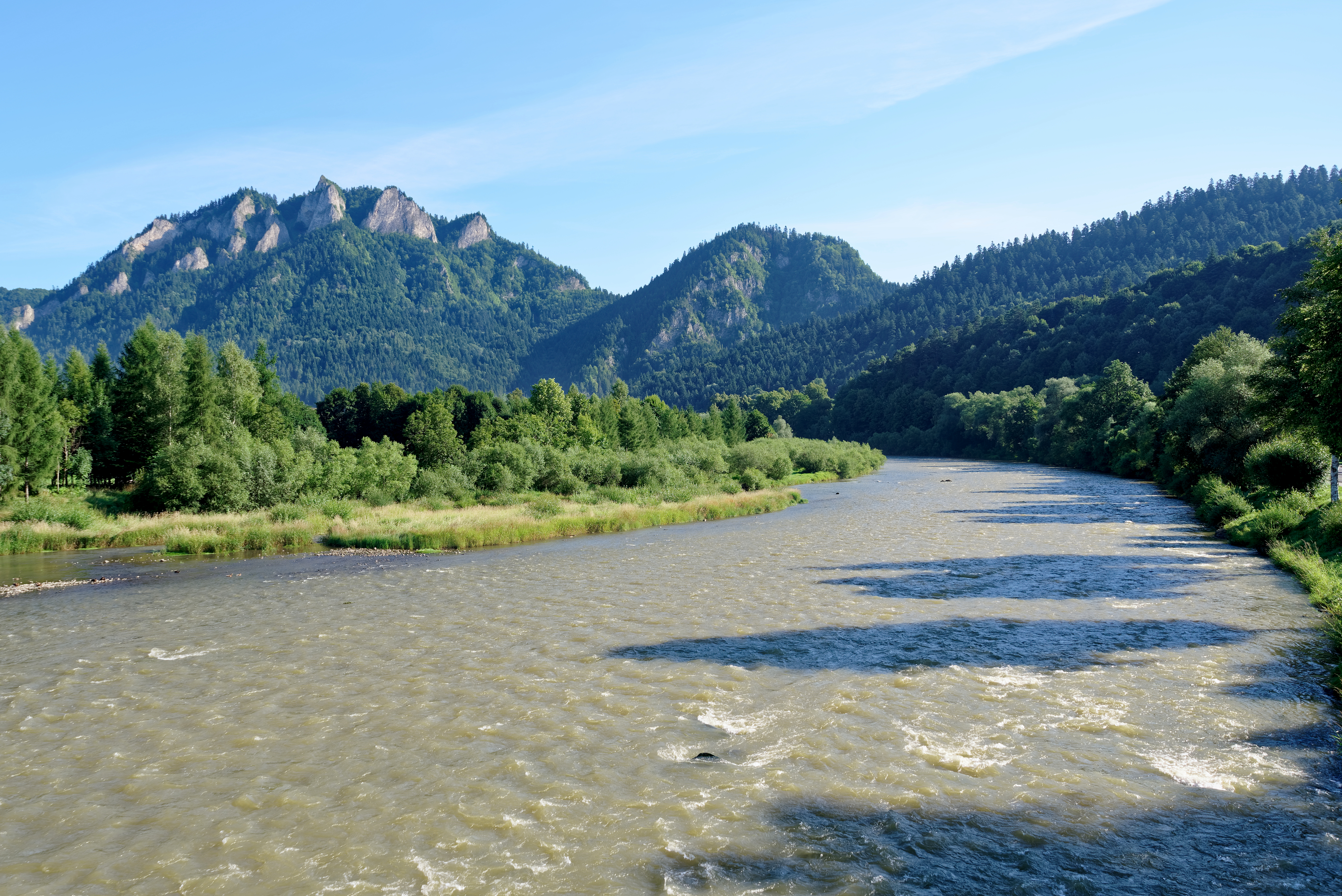
Trzy Korony z Dunajca

### Ochrona środowiska
Województwo małopolskie posiada urozmaicone warunki naturalne i w dużej mierze nieskażone środowisko naturalne. Bogaty jest świat roślinny i zwierzęcy. Pośrednim dowodem takiego stanu rzeczy jest liczba znajdujących się na terenie Małopolski obszarów chronionych:
- 6 parków narodowych
  - Babiogórski Park Narodowy
  - Gorczański Park Narodowy
  - Magurski Park Narodowy (niewielki fragment; siedziba dyrekcji w woj. podkarpackim)
  - Ojcowski Park Narodowy
  - Pieniński Park Narodowy
  - Tatrzański Park Narodowy
- 11 parków krajobrazowych – Park Krajobrazowy Beskidu Małego, Bielańsko-Tyniecki Park Krajobrazowy, Ciężkowicko-Rożnowski Park Krajobrazowy, Dłubniański Park Krajobrazowy, Park Krajobrazowy Dolinki Krakowskie, Park Krajobrazowy Orlich Gniazd, Park Krajobrazowy Pasma Brzanki, Popradzki Park Krajobrazowy, Rudniański Park Krajobrazowy, Tenczyński Park Krajobrazowy, Wiśnicko-Lipnicki Park Krajobrazowy,
- 85 rezerwatów przyrody
- 2189 pomników przyrody

### Lasy

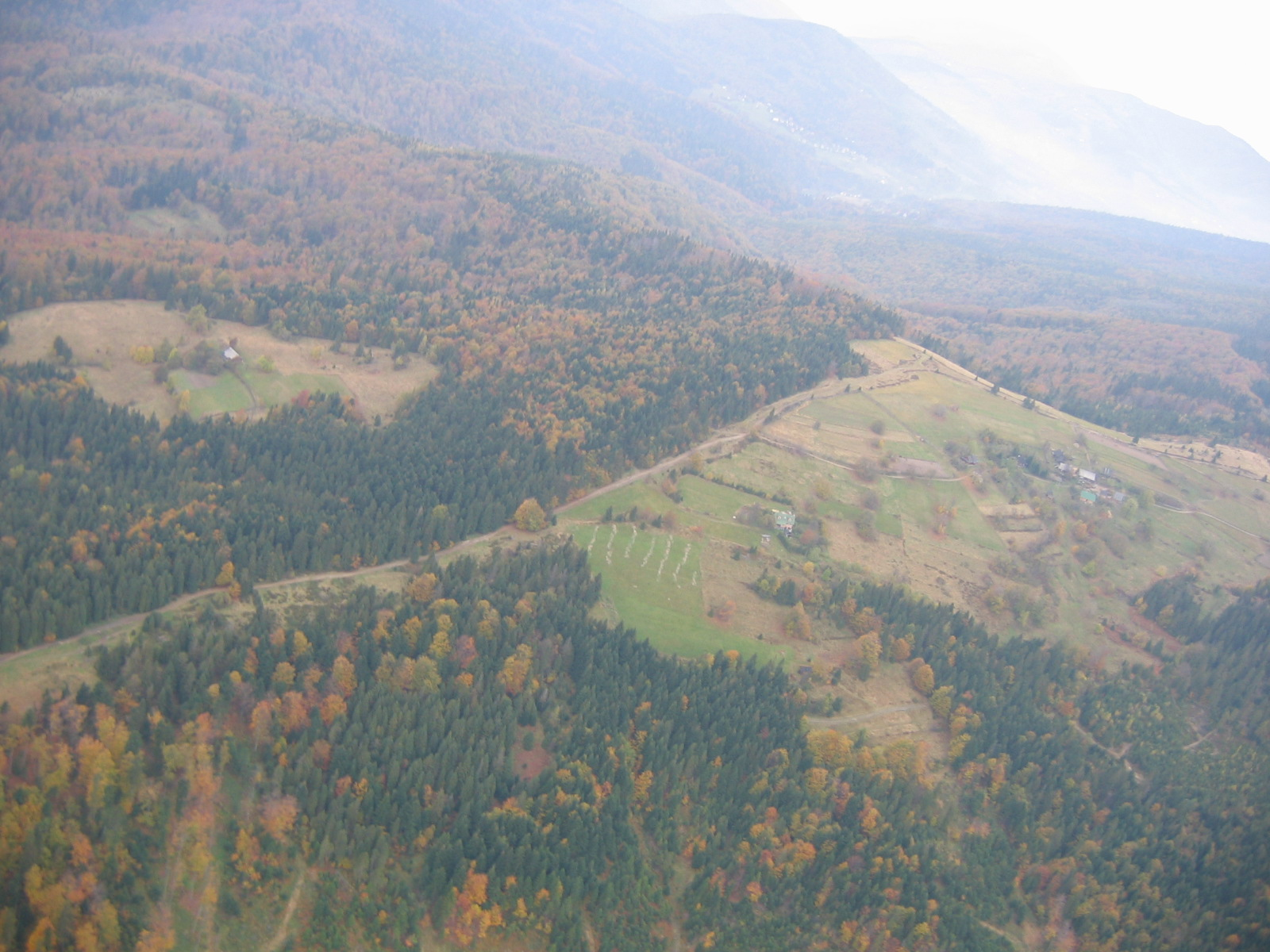
Wschodnia część Beskidu Małego

W woj. małopolskim lasy obejmują powierzchnię 434,3 tys. ha, co stanowi 28,6% jego powierzchni. 27,1 tys. ha lasów znajduje się w obrębie parków narodowych (31 grudnia 2012).
Ze zróżnicowania gatunków gleb, a także różnicy położenia terenu względem poziomu morza, wynika bardzo duże zróżnicowanie małopolskich lasów – od borów nizinnych, poprzez siedliska wyżynne aż po bory wysokogórskie.
Najbardziej charakterystyczne dla Małopolski drzewostany to lasy bukowe porastające m.in. znaczną część Beskidów, a także świerkowy starodrzew, na przykład charakterystyczne tatrzańskie „smreki”. Cennym kompleksem leśnym województwa małopolskiego jest Puszcza Niepołomicka – jedyny pozostały fragment olbrzymiego kompleksu rozciągającego się przed kilkuset laty na wschód od Krakowa. W niej polował niegdyś Władysław Jagiełło, a później królowa Bona. Do dzisiaj w Puszczy Niepołomickiej żyje stado żubrów.
W województwie małopolskim jest kilka fragmentów lasu o charakterze pierwotnym, położonych w Pieninach, w Babiogórskim Parku Narodowym, Tatrach czy Beskidzie Sądeckim. Te lasy są schronieniem dla zagrożonych gatunków roślin i zwierząt; nie tylko tych, których nazwy znane są tylko fachowcom, ale także najsłynniejszych: szarotki alpejskiej, krokusa, a spośród zwierząt: orła przedniego, świstaka, kozicy.
W małopolskich lasach można znaleźć grzyby takie jak rydze i borowiki, a także borówki i inne leśne owoce.

### Pustynia

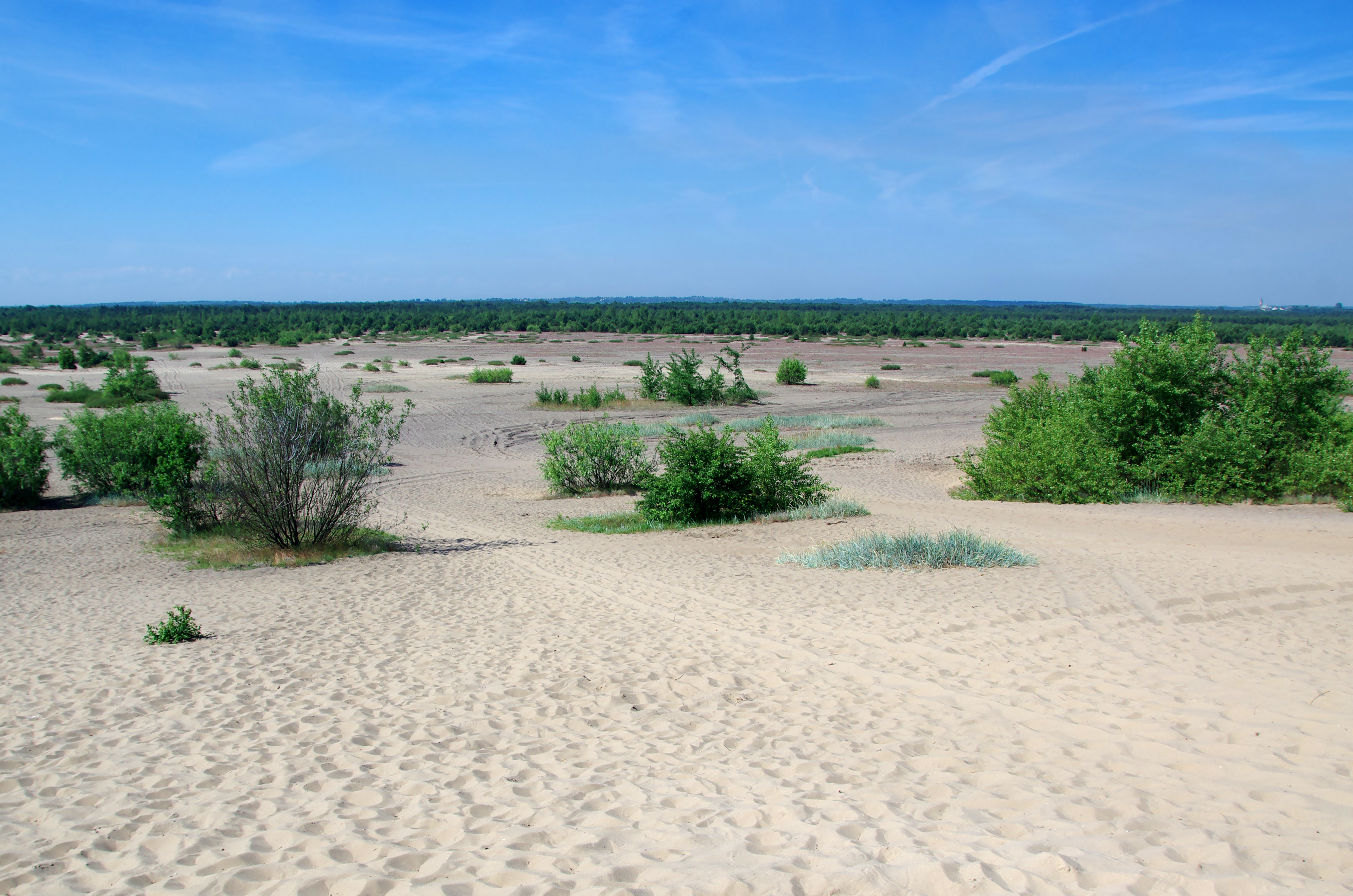
Pustynia Błędowska

W województwie małopolskim znajduje się pustynia – położona jest na zachód od Olkusza i rozciąga się między miejscowościami Klucze, Chechło i Błędów. Chociaż piaski Pustyni Błędowskiej potrafią w lecie nagrzewać się do temperatury 70 °C, to w sensie klimatycznym teren ten pustynią nie jest. Z tego powodu powiodły się podjęte w latach 50. i 60. XX w. próby obsadzania jej roślinnością. W efekcie każdy kto chce odwiedzić pustynię winien się spieszyć – jej obszar zmniejsza się z roku na rok i z niegdysiejszych 80 km² skurczył się do ok. 30 km².

## Kalendarium historyczne

### Starożytność
- IV wiek p.n.e.–IV wiek n.e. – okres osadnictwa celtyckiego
- I–IV wiek n.e. – okres wpływów rzymskich
- V wiek – koniec osadnictwa celtyckiego

### Średniowiecze

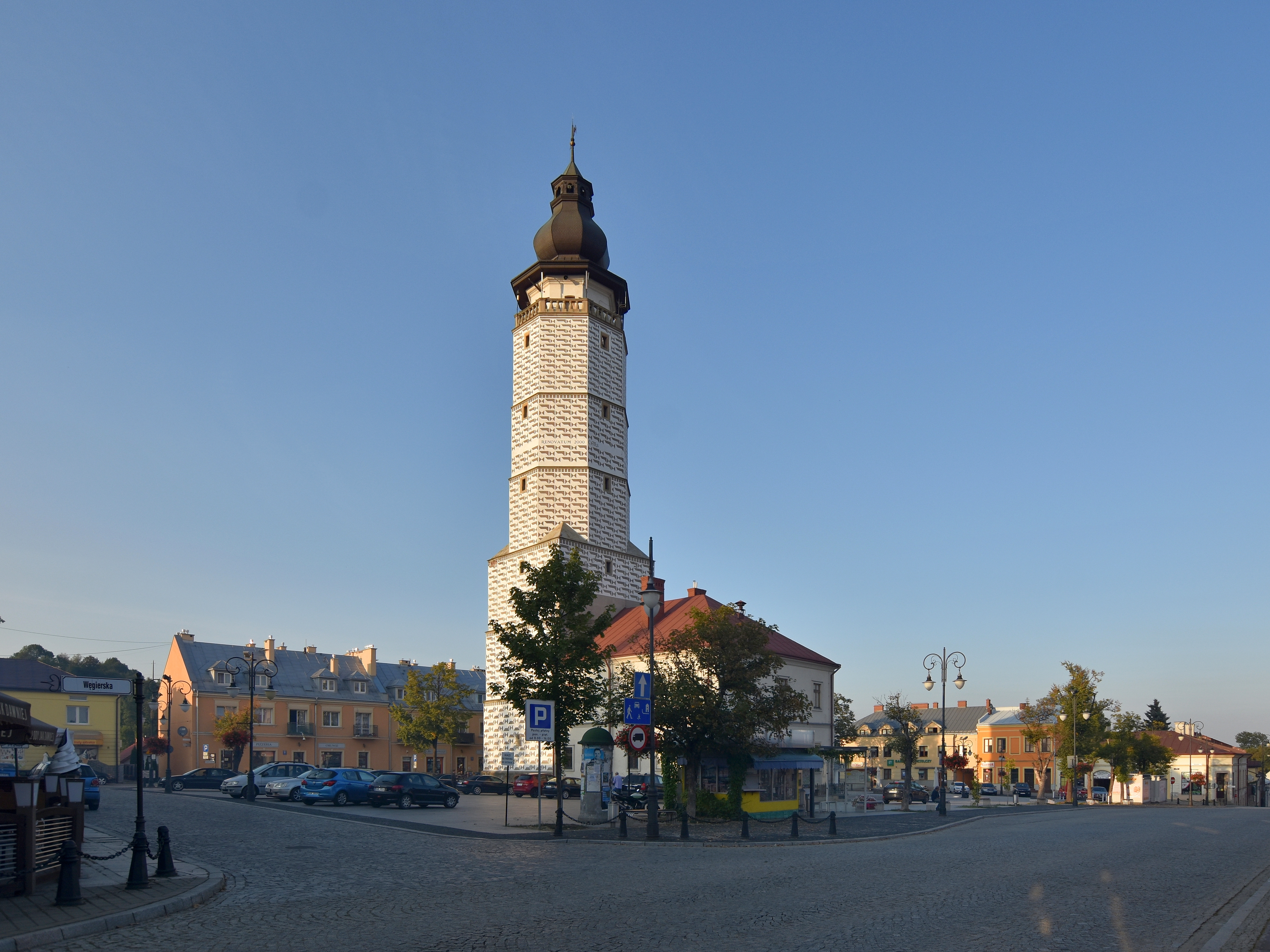
Widok starego miasta w Bieczu

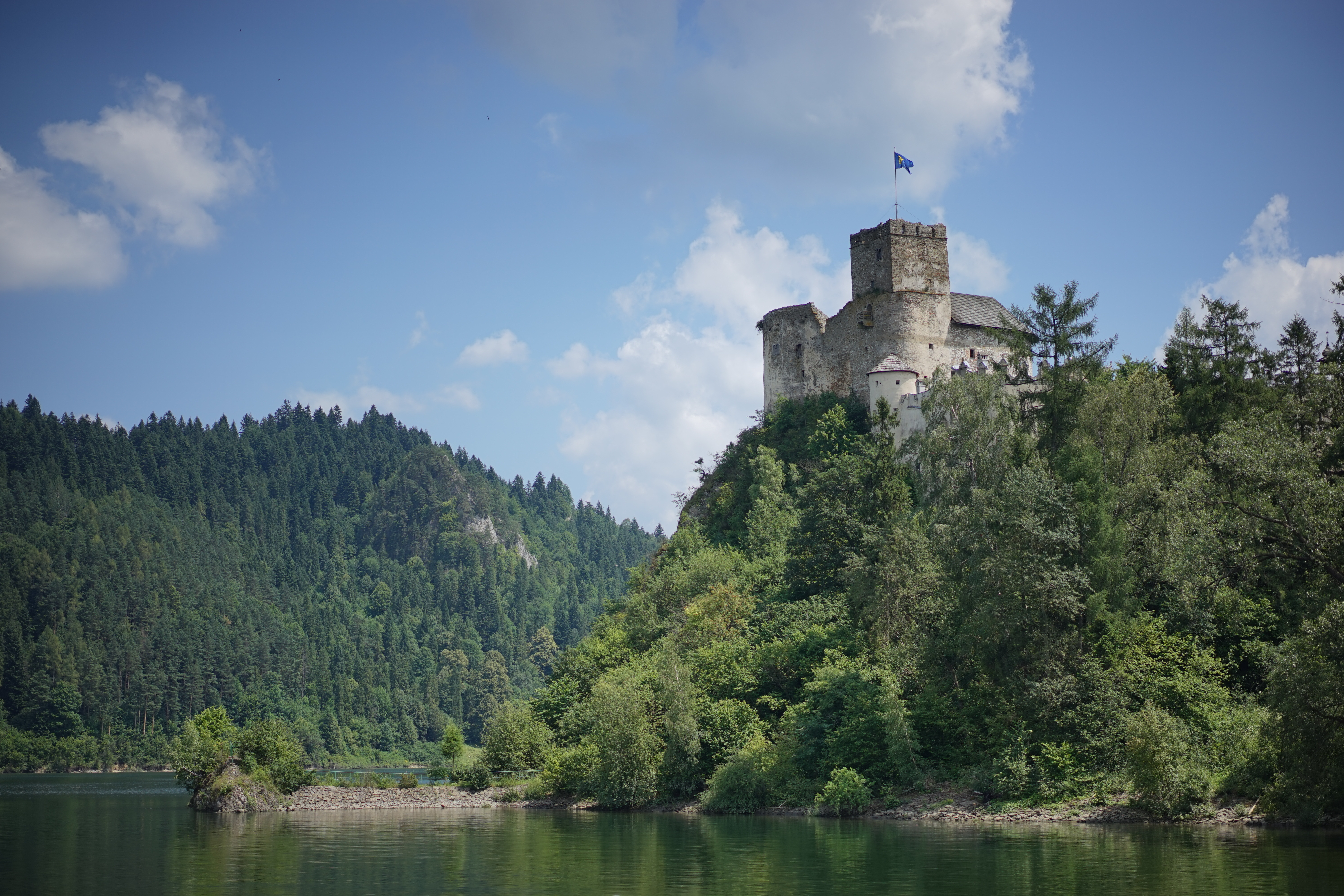
Zamek w Niedzicy

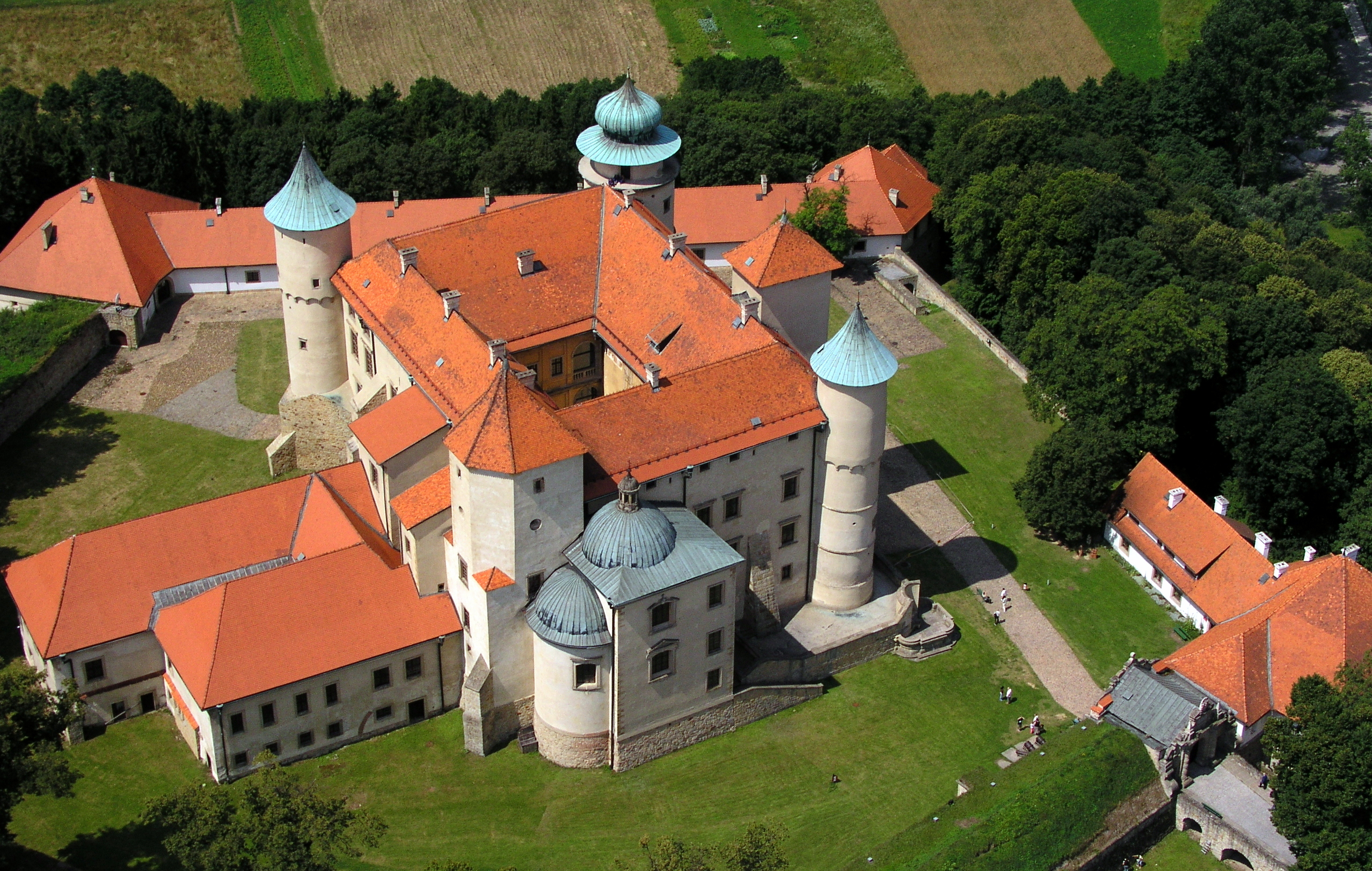
Zamek w Nowym Wiśniczu

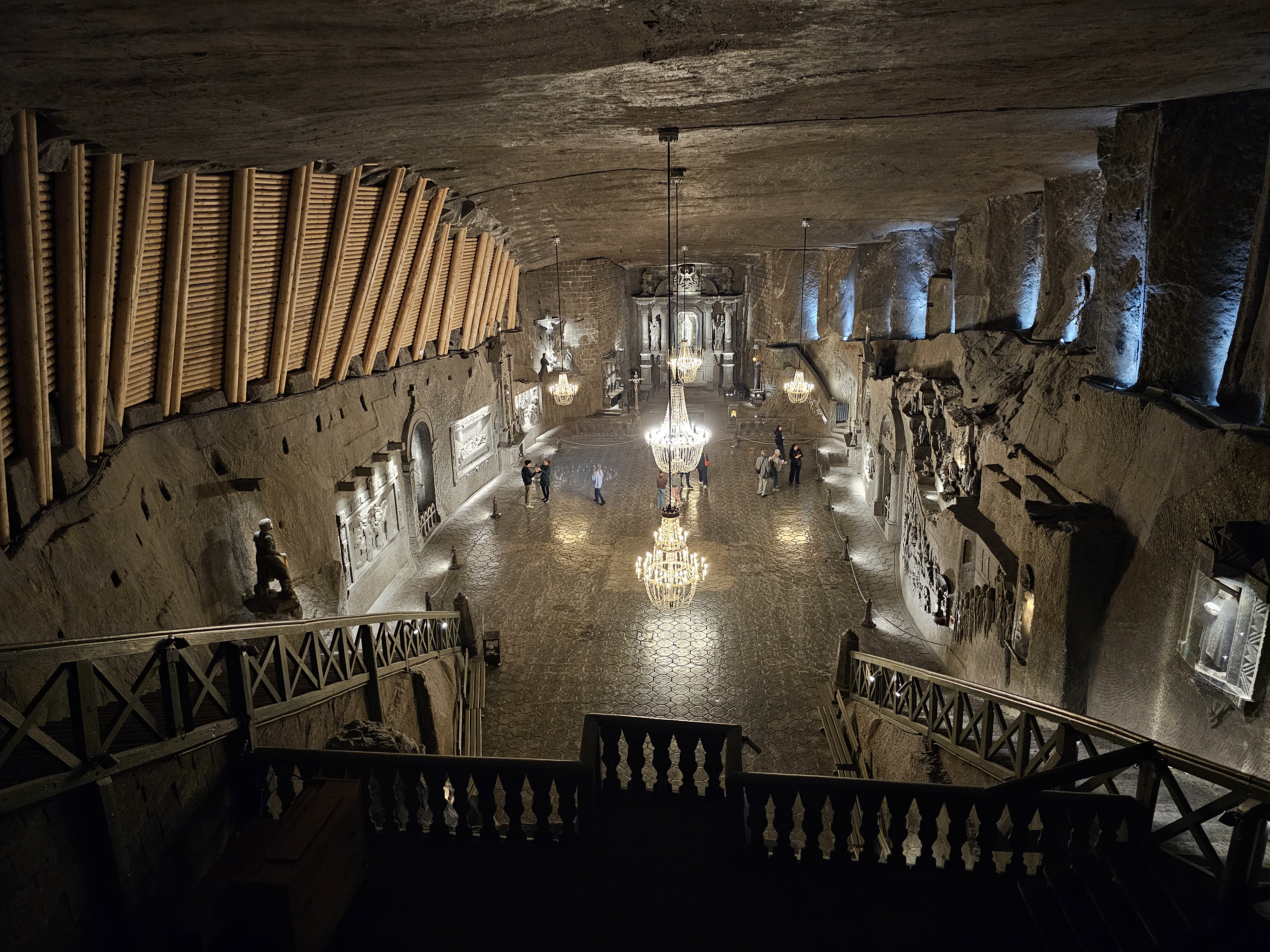
Kopalnia soli w Wieliczce

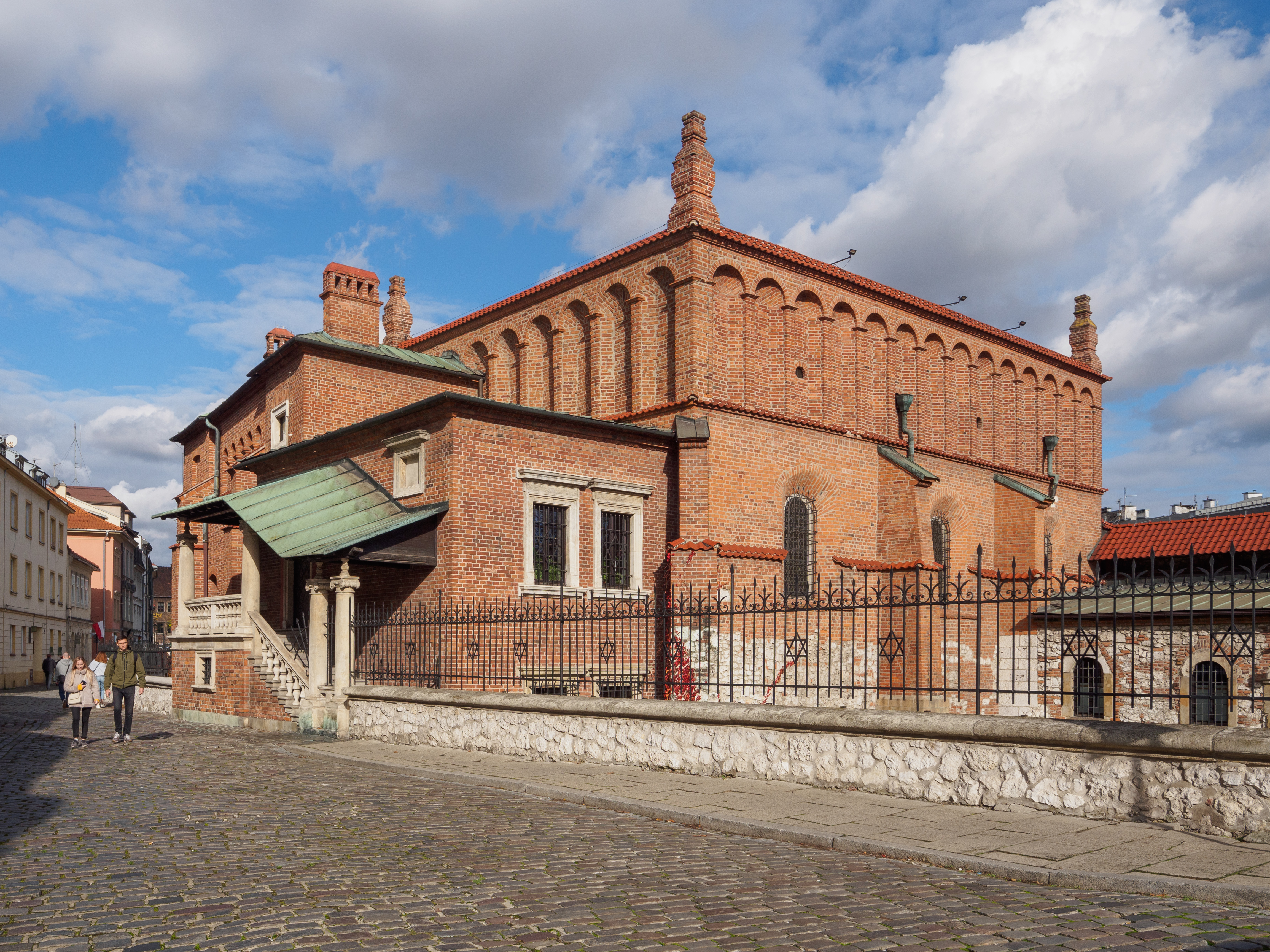
Synagoga Stara na Kazimierzu w Krakowie

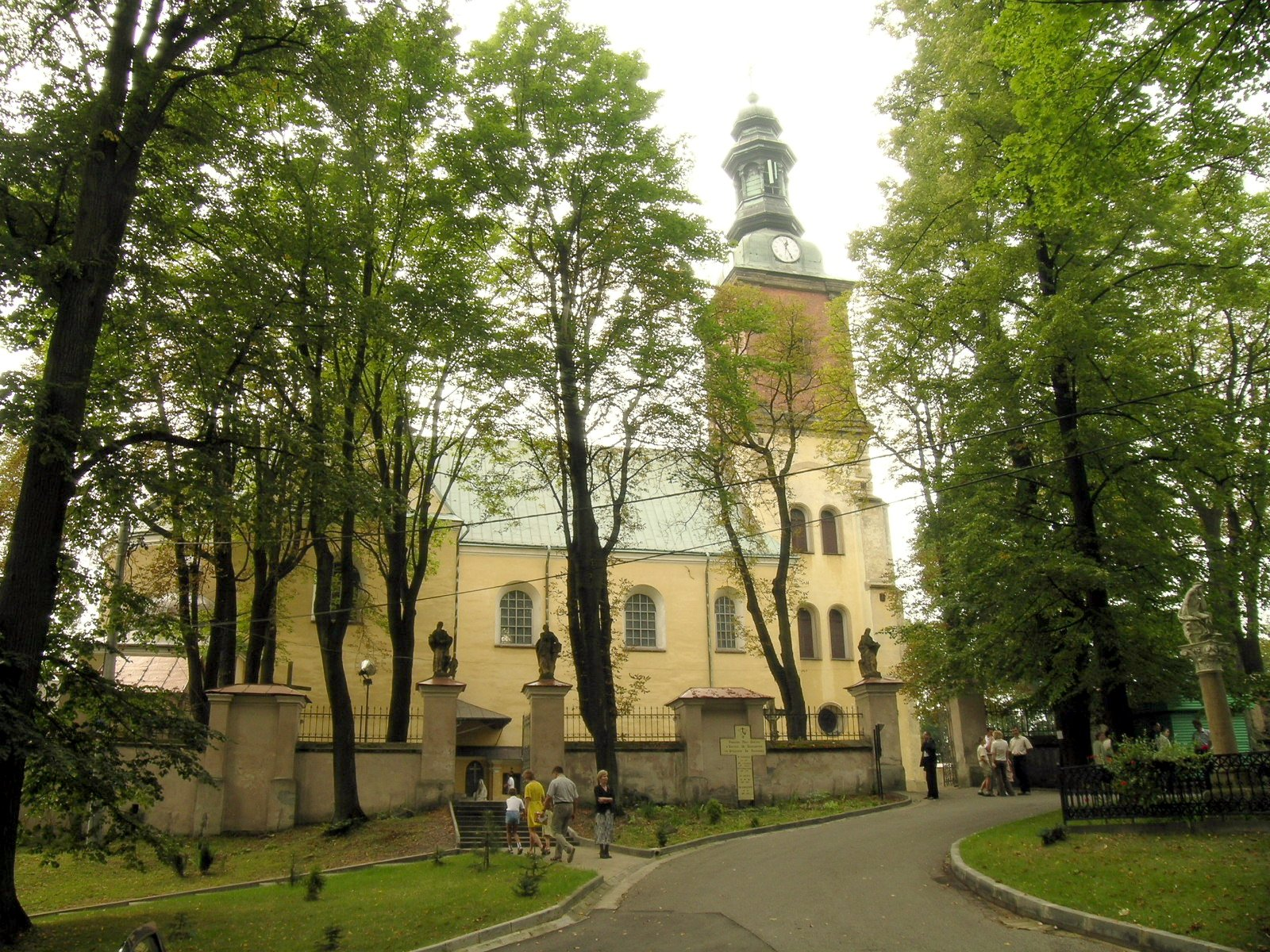
Klasztor i kościół bernardynów w Alwerni

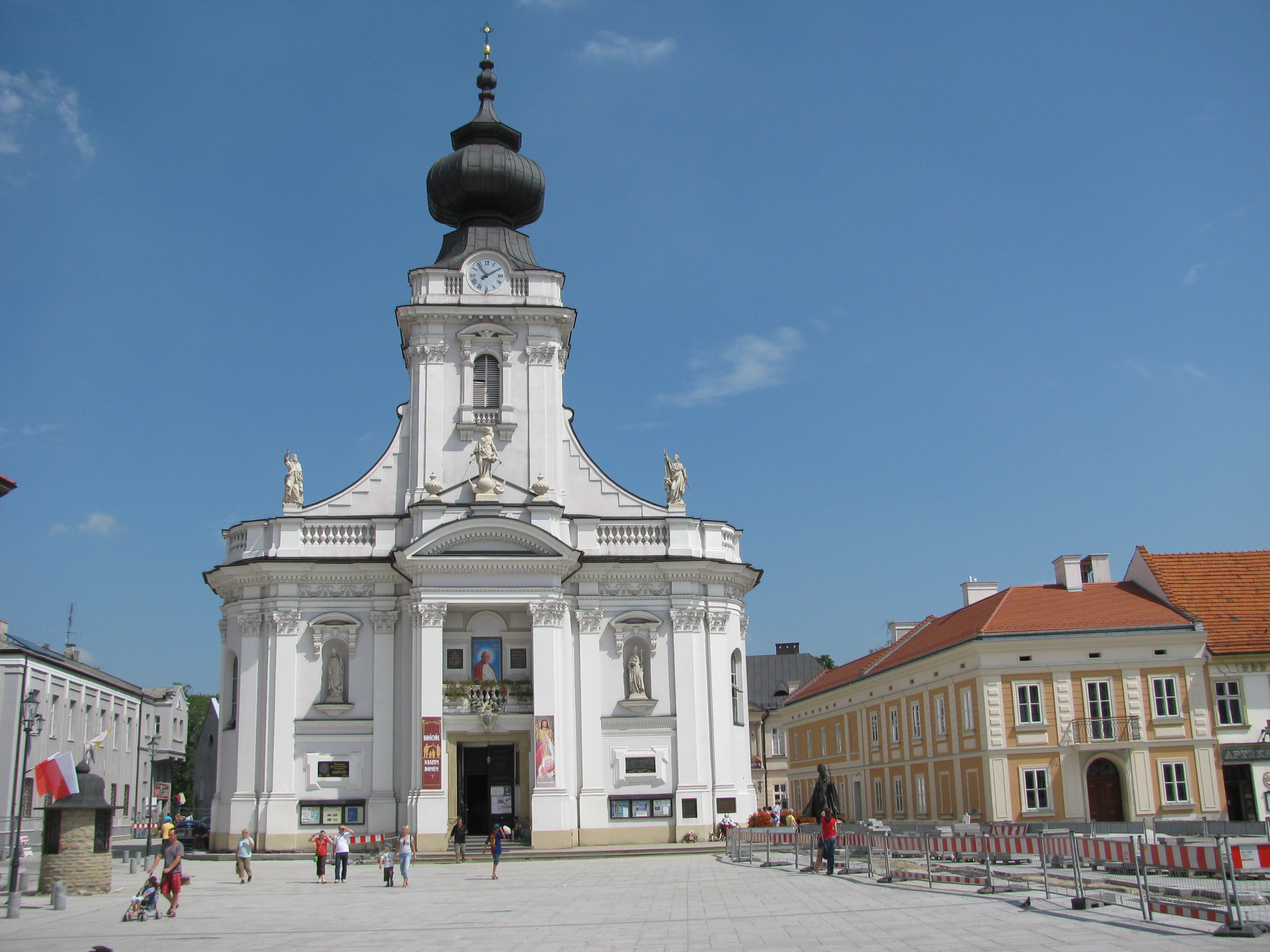
Bazylika oraz dom rodzinny
św. Jana Pawła II w Wadowicach

- VI–VII wiek – Słowianie w dorzeczu górnej Wisły
- VIII wiek – powstanie grodu na wzgórzu wawelskim
- IX wiek – powstanie Podegrodzia
- 890 – najazd Wielkomorawian, chrystianizacja plemion małopolskich
- 990 – podbój Krakowa i ziem dorzecza górnej Wisły przez księcia Polan Mieszka
- 1072 – Stanisław ze Szczepanowa został biskupem
- 1088 – kult św. Stanisława
- 1138 – Bolesław Krzywousty przed śmiercią nadał ustawę sukcesyjną.
- 1184 – Florian małopolskim świętym
- 1222 – biskup Iwo Odrowąż
- 1225 – Cystersi pod Krakowem
- 1237 – klasztor Franciszkanów w Krakowie
- 1241 – najazd na Małopolskę Tatarów
- 1251 – Kopalnia soli Bochnia
- 1253 – kanonizacja św. Stanisława
- 1257 – nadanie aktu lokacyjnego Krakowowi
- 1259 – Małopolskę dotknęło trzęsienie ziemi
- 1292 – nadanie aktu lokacyjnego dla miasta Nowy Sącz
- 1306 – Władysław Łokietek zajął dzielnicę krakowską i rozpoczął dzieło zjednoczenia państwa polskiego
- 1320 – koronacja Władysława Łokietka na króla Polski. Kraków stał się miastem koronacyjnym
- 1330 – nadanie aktu lokacyjnego dla miasta Tarnów przez W. Łokietka
- 1333 – śmierć Władysława Łokietka. Pogrzeb króla odbyty w Krakowie umocnił rolę miasta jako metropolii monarszej
- 1344 – Kazimierz Wielki opanował ziemię sanocką i przemyską, które stały się częścią dzielnicy Małopolskiej
- 1346 – w Wiślicy Kazimierz Wielki wydał tzw. Statuty Wiślickie, stanowiące skodyfikowane prawo dzielnicy małopolskiej
- 1364 – zjazd Monarchów w Krakowie zakończony, jak podaje legenda, ucztą wydaną na cześć gości przez mieszczanina krakowskiego Mikołaja Wierzynka
- 1368 – Kazimierz III Wielki nadał statuty podkrakowskim żupom solnym, tworząc nowoczesne, największe w Małopolsce i w Polsce przedsiębiorstwo przemysłowe
- 1376 – najazd litewski na Małopolskę
- 17 lipca 1399 – w Krakowie zmarła w opinii świętości Królowa Jadwiga
- 1423–1465 – biskupem krakowskim był Zbigniew Oleśnicki
- 9 stycznia 1433 – w Krakowie został ponowiony przywilej jedlneński (1430 r.), gwarantujący szlachcie wolność osobistą (tzw. Neminem Captivabimus)
- 19 marca 1454 – król Polski zhołdował księstwo oświęcimskie

### Wczesna nowożytność
- 1494 – włączenie do Korony księstwa zatorskiego przez Jana Olbrachta
- 10 kwietnia 1525 – hołd pruski na płycie Rynku Głównego w Krakowie
- 1563–1564 – ostateczna inkorporacja do Polski księstw – oświęcimskiego i zatorskiego
- 14 kwietnia 1570 – w Sandomierzu doszło do połączenia wyznań protestanckich – luteran, kalwinów i braci czeskich, którzy tworzą tzw. wyznanie polskie. Akt ten bywa zwany Zgodą Sandomierską
- 1574 – tumult krakowski
- 1587 – najazd na Małopolskę habsburskiego arcyksięcia Maksymiliana III, pretendenta do korony polskiej. Jesienią armia austriacka bezskutecznie oblegała Kraków
- 26 maja 1584 – na zamku wawelskim ścięto banitę Samuela Zborowskiego
- 1591 – zburzenie zboru protestanckiego w Krakowie w czasie tumultu religijnego
- 1604 – do Krakowa przybył rzekomy syn Iwana IV Groźnego, Dymitr zwany samozwańcem. Przy czynnym poparciu magnaterii małopolskiej i mieszczan Krakowa, uzyskał pomoc w swej wyprawie na Moskwę
- 1611 – katastrofalny w skutkach pożar Nowego Sącza
- wrzesień–październik 1655 – kampania armii szwedzkiej doprowadziła do zajęcia większości Małopolski. Oblężony poddał się Kraków (18 X), padły także inne miasta (Nowy Sącz, Tarnów, Żywiec).
- 13 grudnia 1655 – powstanie mieszczan odbija z rąk szwedzkich Nowy Sącz
- 1668 – abdykacja Jana Kazimierza. Król wyjeżdżając z Polski zatrzymał się na dłużej w Krakowie gdzie zamieszkał w Pałacu „Krzysztofory”, obecnej siedzibie Muzeum Historycznego m. Krakowa
- 1700–1716 – w związku z toczącą się tzw. III wojną północną, przez Małopolskę przeciągnęły oddziały szwedzkie, rosyjskie, saskie i polskie, niszcząc katastrofalnie cały region.
- 1707–1710 – katastrofalna zaraza, która objęła Kraków i okolicę pochłonęła blisko 20 000 ofiar
- 1734 – w związku z toczącą się wojna o sukcesję polską, przez Małopolską przeszły korpusy wojsk saskich oraz polskich wiernych Stanisławowi Leszczyńskiemu
- 1769 – pod pretekstem walk konfederacji barskiej wojska austriackie zajęły grody spiskie i okolice Nowego Targu i Nowego Sącza
- 1770–1771 – w walkach konfederatów barskich szczególną rolę odegrały umocnienia w Tyńcu, Lanckoronie i w mieście Krakowie oraz na zamku wawelskim
- 1772 – I rozbiór Polski. Południowa część Małopolski (bez Krakowa) przypadła Austrii
- 1795 – III rozbiór Polski. Północna część Małopolski pomiędzy Bugiem, Wisłą i Pilicą dostała się w ręce austriackie
- kwiecień–lipiec 1809 – ofensywa Józefa Poniatowskiego wyzwoliła z rąk austriackich ziemie III zaboru, w tym m.in. Kraków i przyłączyła je do księstwa warszawskiego
- 1813 – Józef Poniatowski wraz z wojskiem polskim opuścił Kraków, który zajmują wojska rosyjskie
- 1815 – kongres wiedeński podzielił ostatecznie Małopolskę pomiędzy Rosję i Austrię. Kraków wraz z okolicami tworzy niezależne teoretycznie państwo tzw. Rzeczpospolitą Krakowską
- 1846 – powstanie krakowskie oraz powstanie chochołowskie. Likwidacja Rzeczypospolitej Krakowskiej i włączenie Krakowa do austriackiej Galicji jako stolicę Wielkiego Księstwa Krakowskiego

### Nowożytność
- 26 kwietnia 1848 – Wiosna Ludów w Krakowie zakończona zbombardowaniem miasta przez wojsko austriackie
- 1864–1865 – stan oblężenia w Galicji w związku z toczącym się powstaniem styczniowym
- 1867 – Galicja otrzymała z rąk cesarza Franciszka Józefa I autonomię
- 1869 – wprowadzenie języka polskiego jako urzędowego w Galicji
- 1884 – otwarcie tzw. podkarpackiej linii kolejowej (Nowy Sącz, Krynica)

### Okres wojenny i międzywojenny
- wrzesień 1914 – przysięga Legionów Polskich na Błoniach krakowskich
- 3–8 września 1939 – Małopolska została zajęta przez armię niemiecką
- 18 stycznia 1945 – wojska sowieckie wkroczyły do Krakowa

## Gospodarka
W 2017 r. produkt krajowy brutto woj. małopolskiego wynosił 142.1 mld zł, co stanowiło 7,9% PKB Polski. Produkt krajowy brutto na 1 mieszkańca wynosił 42,1 tys. zł (90.1% średniej krajowej), co plasowało małopolskie na 6. miejscu względem innych województw.
Przeciętne miesięczne wynagrodzenie mieszkańca woj. małopolskiego we wrześniu 2019 roku wynosiło 5 066,21 zł, co lokowało je na 3. miejscu względem wszystkich województw.
We wrześniu 2019 roku w Małopolsce zarejestrowanych było ok. 61,9 tys. bezrobotnych; daje to stopę bezrobocia na poziomie 4,1%.
Gospodarstwa domowe 4,8% mieszkańców woj. małopolskiego mają wydatki poniżej granicy ubóstwa skrajnego (tzn. znajduje się poniżej minimum egzystencji) (2011).
Znanymi przedsiębiorstwami z województwa są: Maspex Wadowice, COMARCH, Newag, Fakro, Wiśniowski, Koral, Oknoplast.

### Przemysł
Na terenie województwa znajdują się obszary 4 okręgów przemysłowych:
1. Krakowski
2. Jaworznicko-Chrzanowski
3. Tarnowski
4. Karpacki

### Zasoby surowców mineralnych

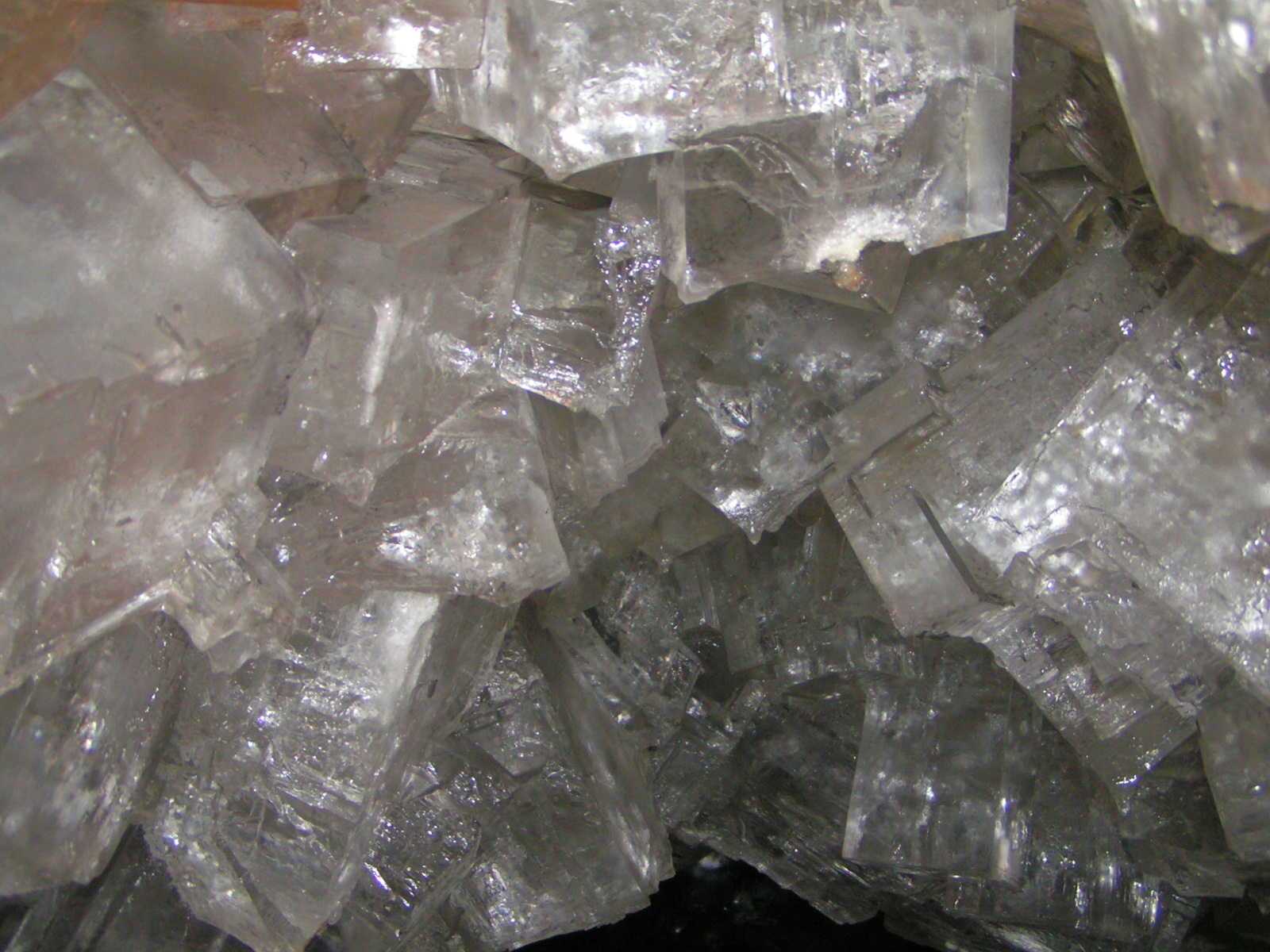
Kryształy soli z kopalni w Wieliczce

- sól kamienna – Bochnia, Wieliczka (obecnie muzeum)
- ropa naftowa – okolice Gorlic
- węgiel kamienny – okolice Brzeszcz i Libiąża
- rudy cynku i ołowiu – okolice Chrzanowa i Olkusza
- wody mineralne – Krynica, Muszyna i okolice, Kraków[24]
- wody geotermalne – Podhale
- niewielkie złoża gazu ziemnego – okolice Krakowa i Babiej Góry
- surowce budowlane, tj.: kamień budowlany i kamień drogowy (okolice Krzeszowic), wapienie, gliny ceramiczne i kruszywo budowlane

### Energia
Największe elektrociepłownie na węgiel kamienny znajdują się w Krakowie, Skawinie i Trzebini (0,5 tys.–1 tys. MW) oraz w Tarnowie (100–500 MW).

## Bezpieczeństwo publiczne
W województwie małopolskim działa centrum powiadamiania ratunkowego, które znajduje się w Krakowie i które obsługuje zgłoszenia alarmowe kierowane do numerów alarmowych 112, 997, 998 i 999.

## Transport
Województwo małopolskie położone jest na skrzyżowaniu ważnych szlaków komunikacyjnych. Przez jego obszar wiodą szlaki tranzytowe ze wschodu na zachód i z północy na południe: linie kolejowe i drogi krajowe.

### Transport drogowy
| Droga | Trasa | Obecna długość w województwie | Uwagi |
| ----- | --- | ----------------------------- | --- |
| 94    | węzeł „Zgorzelec” – Krzyżowa – węzeł „Krzywa” – Wrocław (5/E261) – Prądy – Opole (45/46) – Nogawczyce – Gliwice – Sosnowiec (86) – Olkusz – Modlniczka (S7/E77) – ... – Kraków (węzeł „Kraków Wielicka”) – Wieliczka – Bochnia – Brzesko (75) – Tarnów – Pilzno (73) – Dębica – Ropczyce – Sędziszów Małopolski – Rzeszów – Łańcut – Przeworsk – węzeł „Jarosław Zachód” – Jarosław – Skołoszów (77) – Radymno – Korczowa – granica państwa | 161 km                        | Przerwa w przebiegu drogi od Modlniczki (gdzie łączy się z drogą ekspresową S7) do węzła „Kraków Wielicka” (A4/E40) 1. Przerwa w przebiegu drogi od Modlniczki (S7/E77) do węzła „Kraków Wielicka” 2. Odcinek Tarnów – Pilzno wspólny z 73 3. Odcinek Jarosław – Skołoszów wspólny z 77 |
| A4E40 | granica państwa – Jędrzychowice – Legnica – Wrocław – Opole – Gliwice – Katowice – Kraków – Tarnów – Rzeszów – Korczowa – granica państwa | 150 km                        | – |
| 7E77  | Żukowo (20) – Gdańsk – Elbląg – Ostróda – Olsztynek – Płońsk – Warszawa – Janki – Grójec – Radom – Kielce – Kraków – Rabka-Zdrój – Chyżne – granica państwa | 176 km                        | – |
| S1E75 | A1E75 (węzeł „Pyrzowice”) – Podwarpie – Brzeszcze – Oświęcim – Bielsko-Biała – Zwardoń – granica państwa | ?                             | Droga nie została jeszcze wybudowana |
| S7E77 | S6E28 (Gdańsk) – Elbląg – Olsztynek – Warszawa – Kielce – Kraków – Rabka-Zdrój | 15 km                         | Budowana droga S7E77 Odcinek Miechów – Moczydło (Granica województwa świętokrzyskiego), Szczepanowice – Miechów i Kraków (węzeł Kraków Nowa Huta) – Widoma |
| 28    | Zator – Wadowice – Rabka-Zdrój – Limanowa – Nowy Sącz – Gorlice – Jasło – Krosno – Sanok – Kuźmina – Bircza – Przemyśl – Medyka – granica państwa | 192 km                        | – |
| 44    | Gliwice – Mikołów – Tychy – Oświęcim – Zator – Skawina – Kraków | 56 km                         | – |
| 47    | Rabka-Zdrój – Nowy Targ – Zakopane | 40 km                         | – |
| 49    | Nowy Targ – Czarna Góra – Jurgów – granica państwa | 24 km                         | – |
| 52    | Bielsko-Biała – Kęty – Andrychów – Wadowice – Kalwaria Zebrzydowska – Głogoczów | 46 km                         | – |
| 73    | Wiśniówka – Kielce – Morawica – Busko-Zdrój – Szczucin – Dąbrowa Tarnowska – Tarnów – Pilzno – Jasło | 50 km                         | – |
| 75    | Kraków (Branice) (79) – Niepołomice – Bochnia (A4/E40) – Brzesko (94) – Nowy Sącz – Krzyżówka – Tylicz – Muszynka – granica państwa | 135 km                        | – |
| 79    | Warszawa – Kozienice – Zwoleń – Sandomierz – Połaniec – Nowe Brzesko – Kraków – Trzebinia – Chrzanów – Jaworzno – Katowice – Chorzów – Bytom | 104 km                        | – |
| 87    | Nowy Sącz – Stary Sącz – Piwniczna-Zdrój – granica państwa | 28 km                         | – |

... – brak ciągłości drogi

### Transport kolejowy

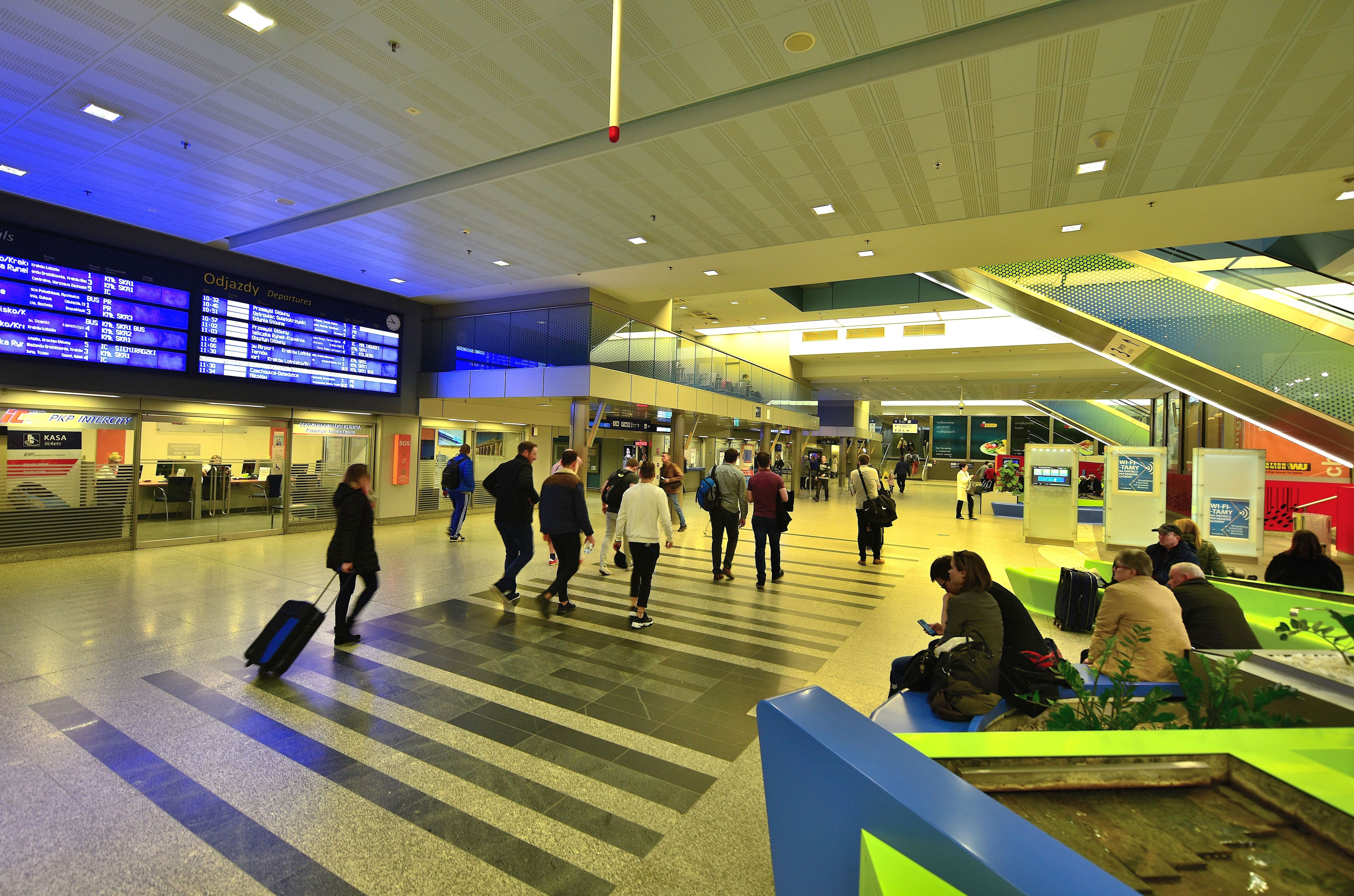
Wnętrze dworca Kraków Główny

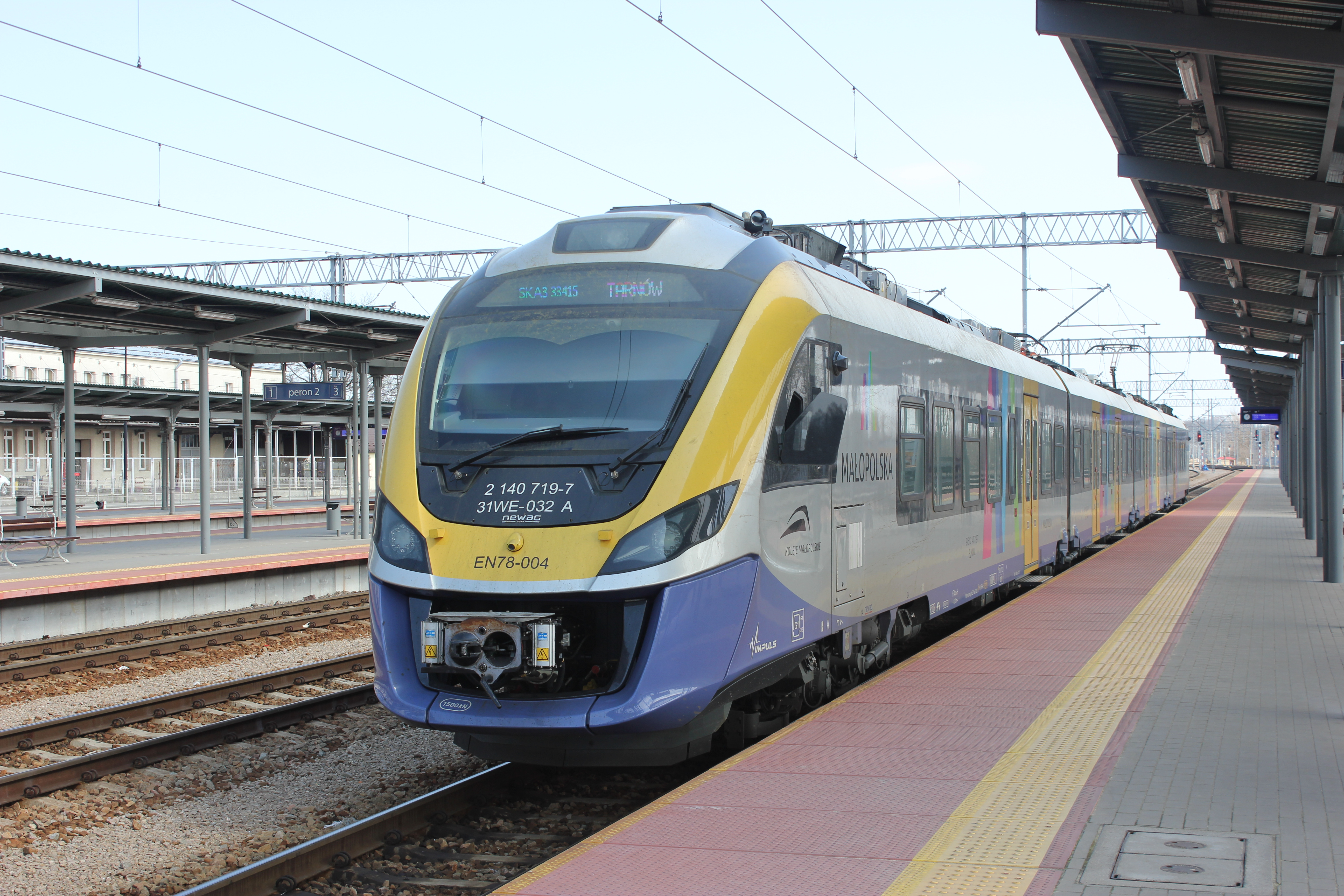
Newag Impuls Kolei Małopolskich linii SKA3 na stacji Tarnów

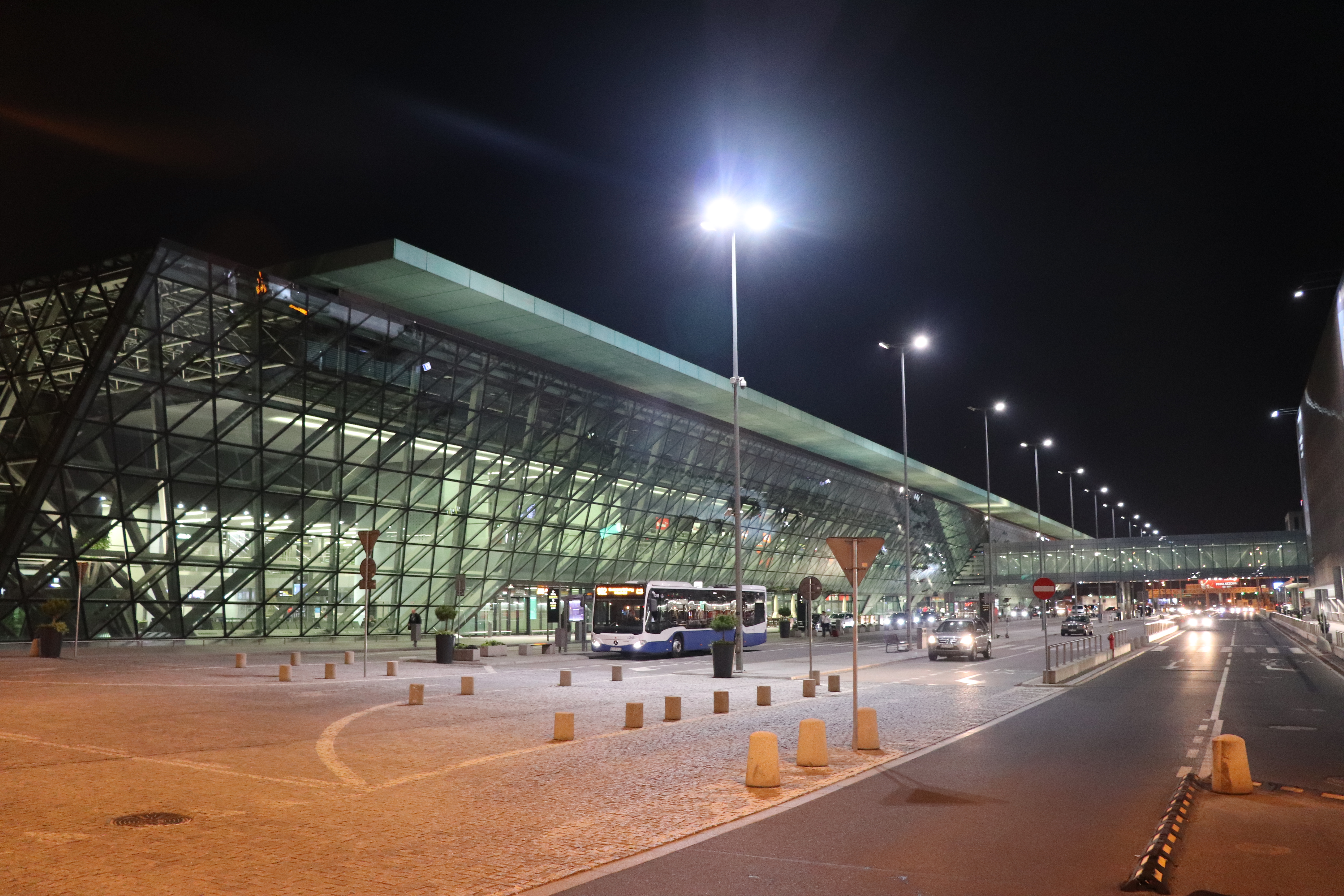
Międzynarodowy Port Lotniczy
im. Jana Pawła II Kraków-Balice

W województwie małopolskim znajduje się 1121 km eksploatowanych linii kolejowych (7. miejsce w kraju), z czego 653 km to linie jednotorowe, natomiast 468 km dwutorowe. 870 km linii kolejowych jest zelektryfikowanych (stan na dzień 31 grudnia 2013). W 2017 roku statystyczny mieszkaniec województwa małopolskiego jechał 4,9 raza pociągiem.
W województwie znajduje się 26 czynnych dworców kolejowych; 4 z nich są wpisane do rejestru zabytków: Nowy Sącz, Rabka-Zdrój, Tarnów, Zakopane.

#### Tabor kolejowy
Województwo małopolskie wraz z Kolejami Małopolskimi, które należą do województwa, posiada 56 pojazdów, które są użytkowane przez Koleje Małopolskie i Polregio:
| Seria            | Typ   | Liczba | Producent | Własność           | Użytkownik         | Źródło        |
| ---------------- | ----- | ------ | --------- | ------------------ | ------------------ | ------------- |
| EN57AL           | 5B/6B | 6      | Pafawag   | UM                 | Koleje Małopolskie | [ 32 ]        |
| EN63a Impuls     | 36WEa | 6      | Newag     | UM                 | Polregio           | [ 33 ]        |
| EN64 Acatus Plus | 40WEa | 2      | Pesa      | UM                 | Polregio           | [ 34 ]        |
| EN64 Acatus Plus | 40WEa | 4      | Pesa      | UM                 | Koleje Małopolskie | [ 34 ]        |
| EN76B Elf II     | 22WEh | 4      | Pesa      | UM                 | Koleje Małopolskie | [ 35 ] [ 36 ] |
| EN77 Acatus II   | 32WE  | 5      | Pesa      | Koleje Małopolskie | Koleje Małopolskie | [ 37 ]        |
| EN78 Impuls      | 31WE  | 8      | Newag     | UM                 | Koleje Małopolskie | [ 38 ]        |
| EN78A Impuls     | 31WEb | 4      | Newag     | UM                 | Koleje Małopolskie | [ 39 ] [ 40 ] |
| EN78A Impuls     | 31WEb | 5      | Newag     | UM                 | Polregio           | [ 41 ] [ 42 ] |
| EN79 Impuls      | 45WE  | 5      | Newag     | UM                 | Koleje Małopolskie | [ 38 ]        |
| EN99 Acatus Plus | 41WE  | 4      | Pesa      | UM                 | Polregio           | [ 43 ] [ 44 ] |
| SA109            | 212M  | 1      | Kolzam    | UM                 | Polregio           |               |
| SA133            | 218Mc | 2      | Pesa      | UM                 | Polregio           | [ 45 ]        |

### Transport lotniczy
Międzynarodowy Port Lotniczy Kraków-Balice posiada regularne połączenia z miastami Europy, Ameryki Północnej i Izraelem. Trwa rozbudowa terminala pasażerskiego, który po przebudowie będzie mógł obsługiwać ponad 8 mln osób rocznie.

## Kultura

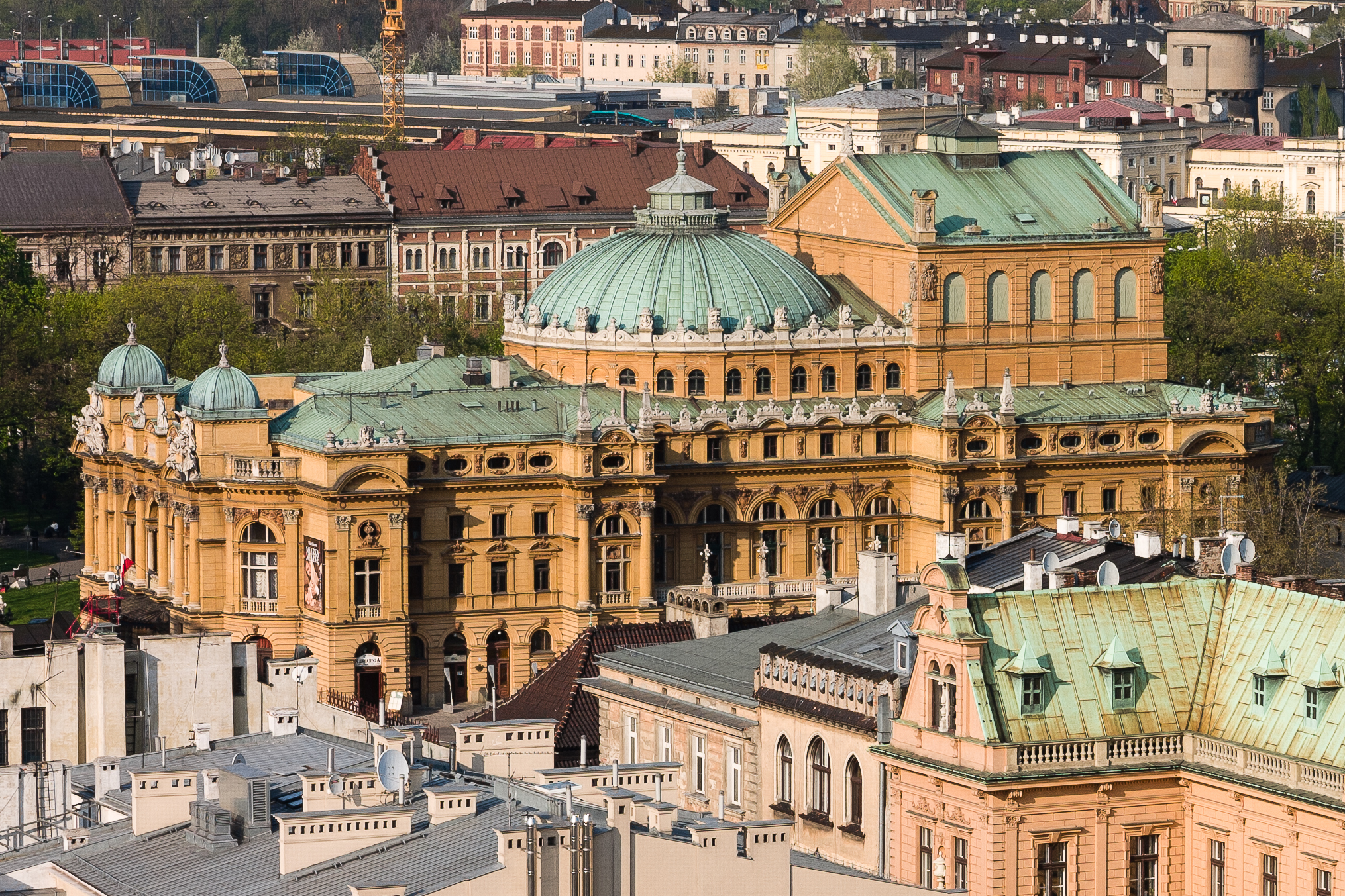
Teatr im. Juliusza Słowackiego w Krakowie

W województwie małopolskim odbywają się liczne festiwale o międzynarodowej renomie, m.in. Festiwal Kultury Żydowskiej na krakowskim Kazimierzu czy Międzynarodowy Festiwal Folkloru Ziem Górskich w Zakopanem, a także Tydzień Kultury Beskidzkiej, Babiogórska Jesień, Łemkowska Watra oraz Święto Borówki w Zubrzycy Górnej.
Województwo małopolskie ma dość dużą liczbę instytucji kultury. Co czwarty zwiedzający polskie muzeum trafia do jednej z placówek na terenie województwa małopolskiego. W zbiorach państwowych, kościelnych i kolekcjach prywatnych znajduje się 20 proc. wszystkich polskich dzieł sztuki. Najważniejsze ekspozycje znajdują się na Zamku Królewskim na Wawelu, w oddziałach Muzeum Narodowego, w muzeach okręgowych w Tarnowie i Nowym Sączu oraz w muzeach diecezjalnych w Tarnowie i Krakowie. W Tarnowie znajduje się jedyna w Europie stała wystawa poświęcona pamięci Romów.
Instytucje kulturalne w Małopolsce:
| Instytucja kulturalna                         | liczba budynków |
| --------------------------------------------- | --------------- |
| Biblioteki i filie bibliotek                  | 766             |
| Domy i ośrodki kultury oraz kluby i świetlice | 489             |
| Galerie sztuki                                | 66              |
| Kina                                          | 47              |
| Muzea wraz z oddziałami muzealnymi            | 103             |
| Teatry zawodowe i instytucje muzyczne         | 19              |

### Media
W województwie małopolskim działają dwie stacje telewizyjne: Ośrodek Regionalny Telewizji Polskiej S.A. oraz TVN Południe. Ponadto liczni operatorzy sieci kablowych, działający zwłaszcza w miastach i na dużych osiedlach, dostarczają pakiet programów telewizyjnych i radiowych; uruchomili także własne programy o charakterze lokalnym, głównie informacyjno-rozrywkowe. W województwie małopolskim nadają również radia ogólnopolskie takie jak RMF FM, Radio Zet, regionalne Radio Kraków, a także lokalne, np. Radio ESKA, Radio Złote Przeboje, Radio Alex, Radio RDN Małopolska (dawniej Radio Dobra Nowina) czy Radio Vox FM Kraków. W Krakowie znajdują się siedziby oraz serwerownie czołowych portali internetowych Onet.pl oraz Interia.pl. Działają również inne portale regionalne – Nowa Małopolska, Moje Miasto Kraków, Nasze Miasto, Głos 24.
Województwo małopolskie ma drugą pozycją w kraju pod względem liczby zarejestrowanych oficyn wydawniczych, z których większość stanowią wydawnictwa prywatne oraz kościelne i klasztorne.

### Nauka i oświata

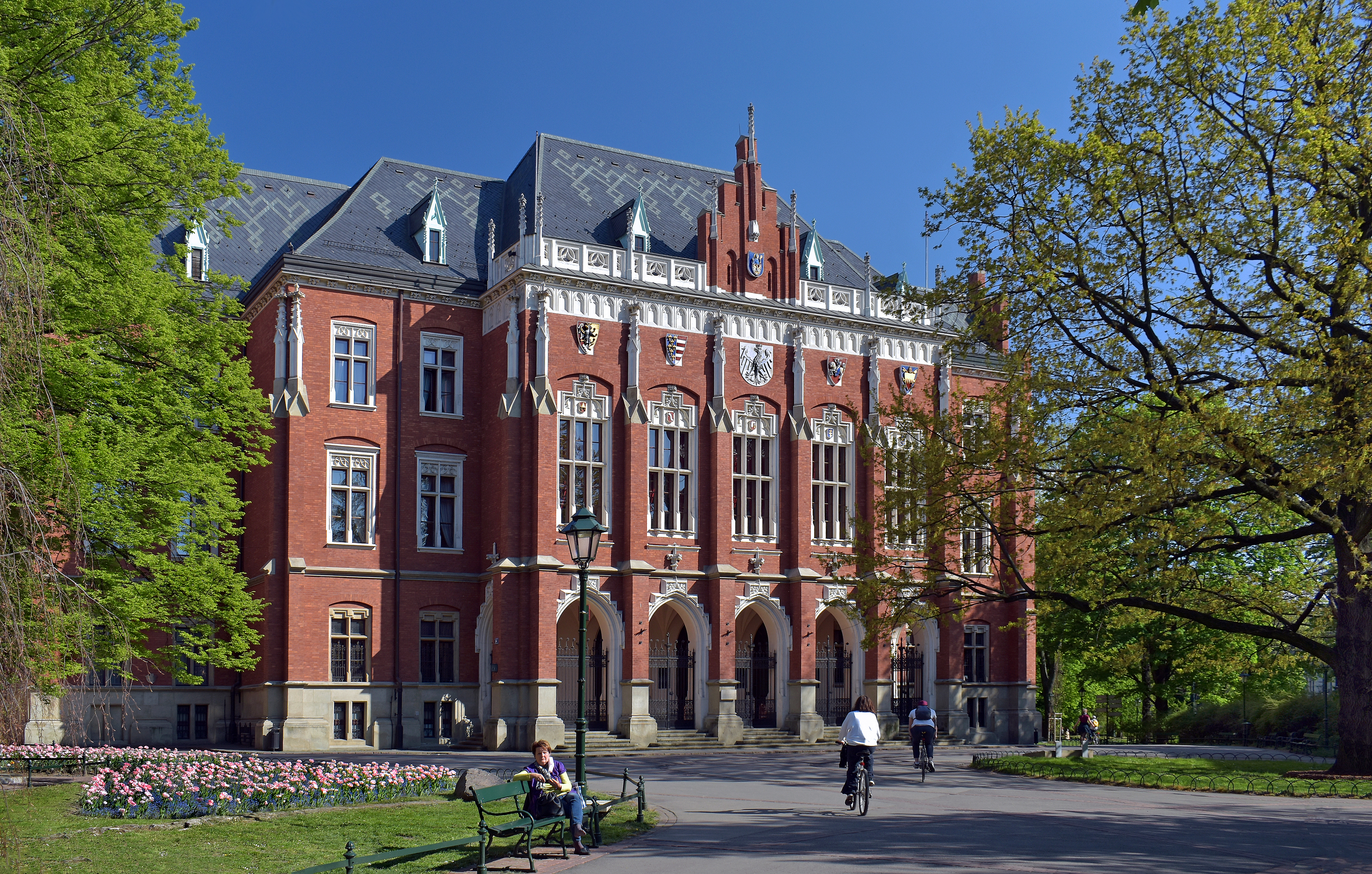
Uniwersytet Jagielloński

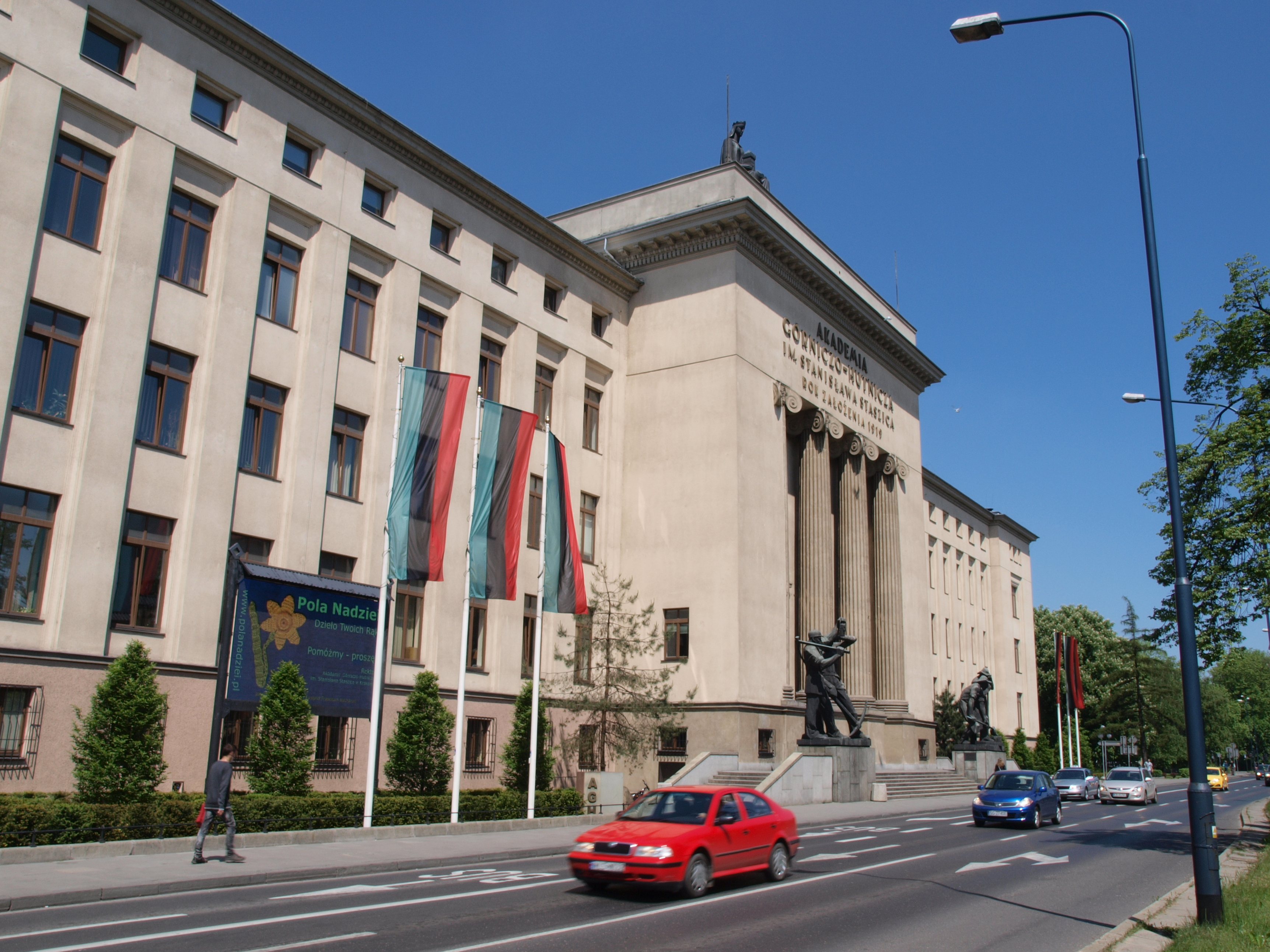
Akademia Górniczo-Hutnicza w Krakowie

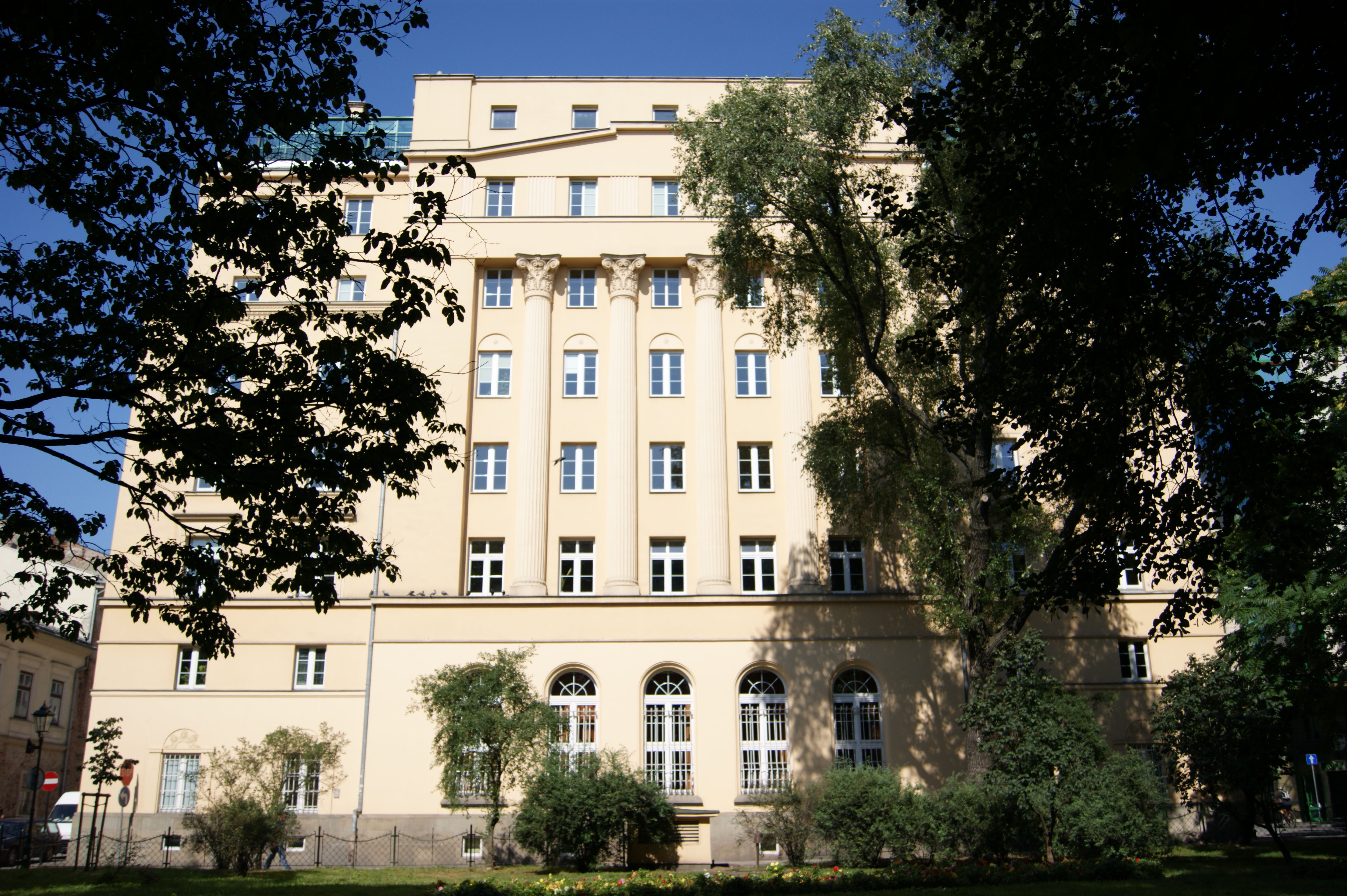
Akademia Muzyczna w Krakowie

Województwo małopolskie jest trzecim w Polsce pod względem liczby studentów. Działa w nim najstarsza w Polsce uczelnia – Uniwersytet Jagielloński o ponad 600-letniej tradycji. Z kolei wśród prywatnych uczelni ekonomicznych w ogólnopolskich klasyfikacjach najwyżej oceniane są Wyższa Szkoła Biznesu w Nowym Sączu i krakowska Wyższa Szkoła Zarządzania i Bankowości. Wyższe uczelnie koncentrują się głównie w Krakowie. W 34 małopolskich uczelniach kształci się ponad 203 tysięcy studentów.
Ważniejsze z nich to:
- Uniwersytet Jagielloński
- Akademia Górniczo-Hutnicza w Krakowie im. Stanisława Staszica
- Uniwersytet Ekonomiczny w Krakowie
- Politechnika Krakowska im. Tadeusza Kościuszki
- Uniwersytet Rolniczy im. Hugona Kołłątaja w Krakowie
- Uniwersytet Komisji Edukacji Narodowej w Krakowie
- Akademia Kultury Fizycznej im. Bronisława Czecha w Krakowie
- Akademia Sztuk Pięknych w Krakowie im. Jana Matejki
- Akademia Muzyczna w Krakowie
- Akademia Sztuk Teatralnych im. Stanisława Wyspiańskiego w Krakowie (wcześniej jako: Państwowa Wyższa Szkoła Teatralna w Krakowie)
- Uniwersytet Papieski Jana Pawła II w Krakowie
- Krakowska Akademia im. Andrzeja Frycza Modrzewskiego
- Akademia Tarnowska
- Małopolska Wyższa Szkoła Ekonomiczna w Tarnowie
- Małopolska Uczelnia Państwowa im. rotmistrza Witolda Pileckiego w Oświęcimiu
- Akademia Nauk Stosowanych w Nowym Sączu
- Wyższa Szkoła Przedsiębiorczości w Nowym Sączu
- Wyższa Szkoła Biznesu – National-Louis University w Nowym Sączu

### Turystyka i wypoczynek

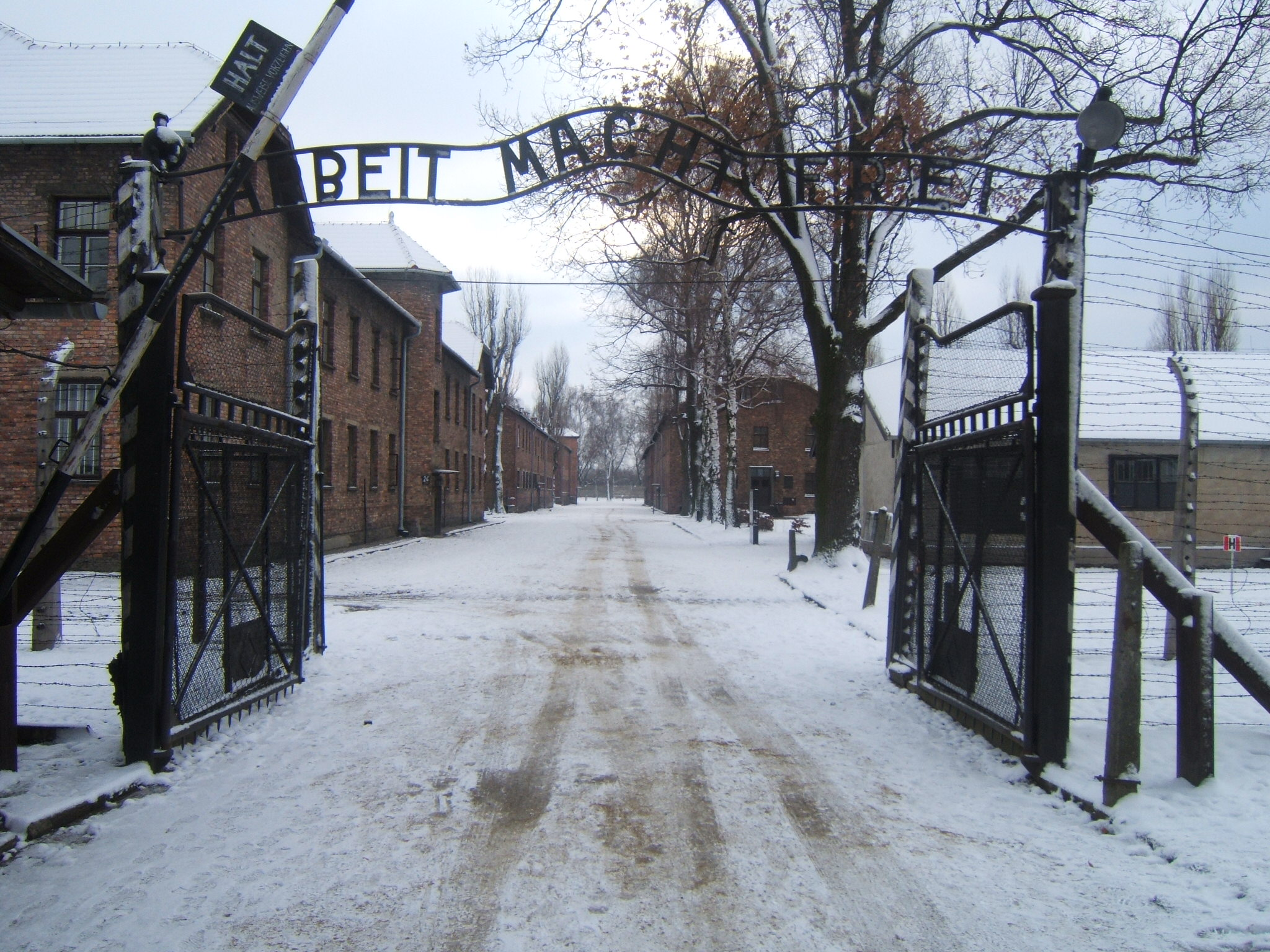
Brama obozowa w Auschwitz I

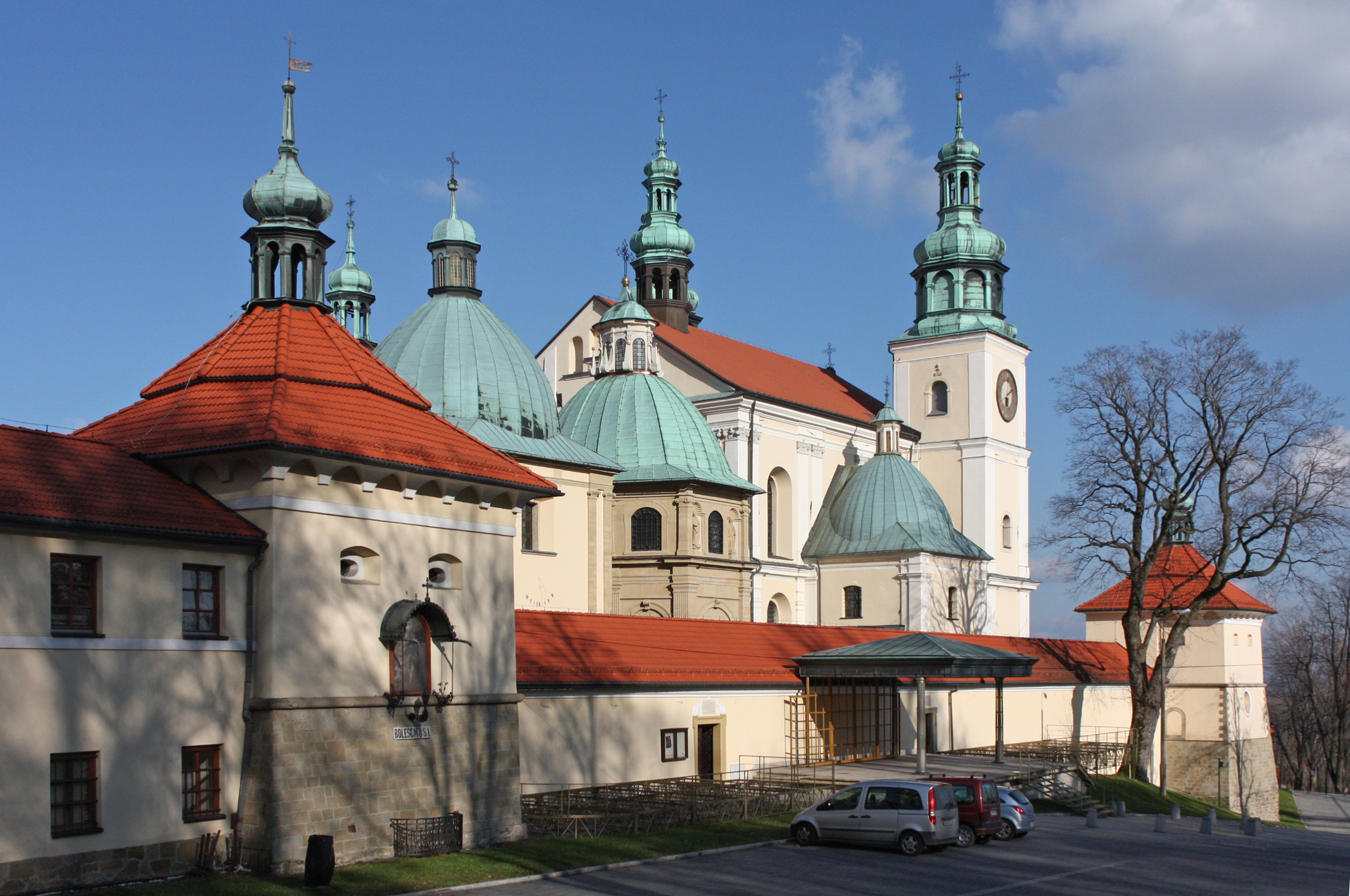
Sanktuarium Maryjne w Kalwarii Zebrzydowskiej

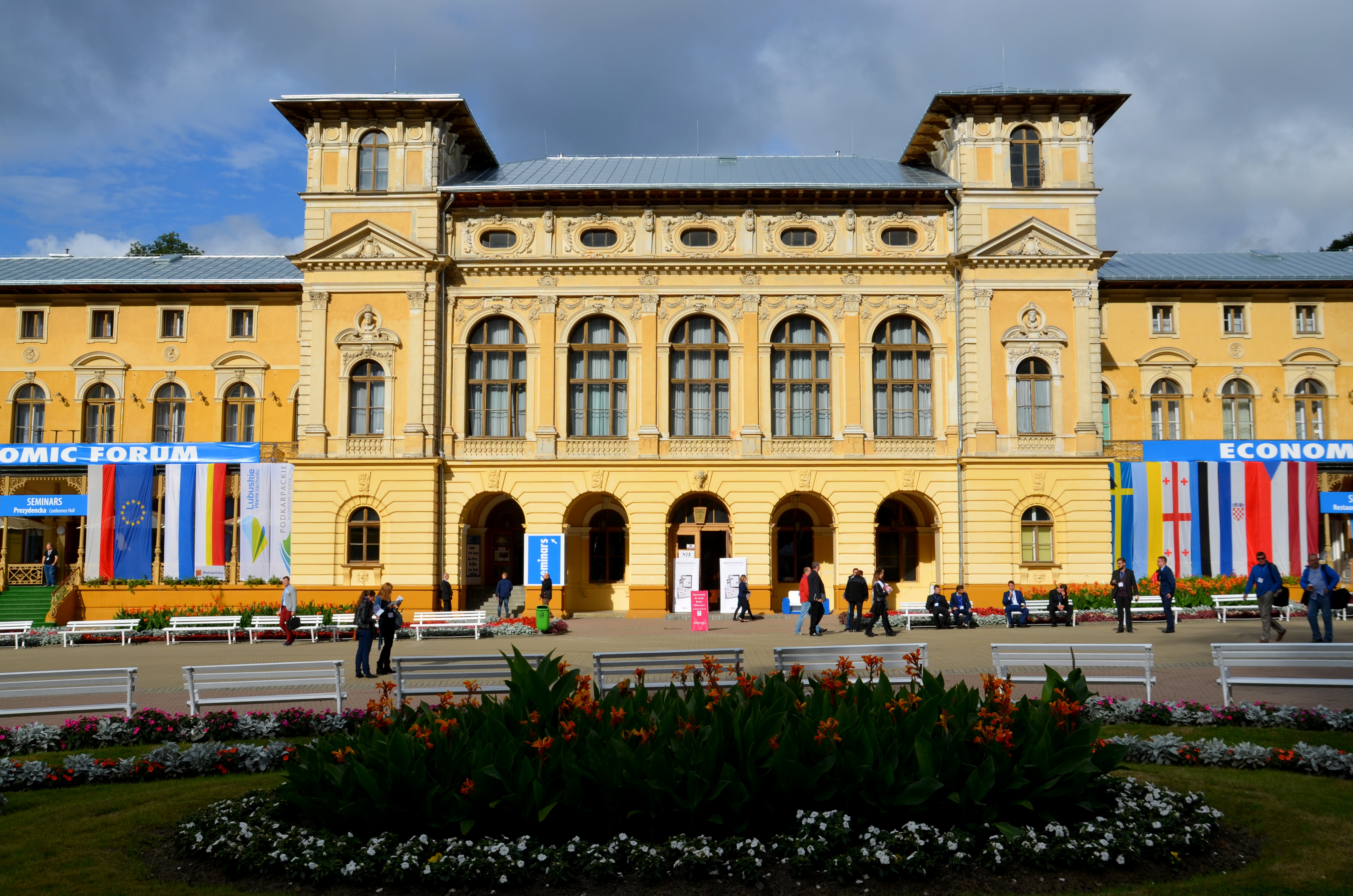
Stary Dom Zdrojowy w Krynicy-Zdroju

W 2007 r. województwo odwiedziło ponad 14,5 miliona turystów, w tym 3 miliony z zagranicy (najwięcej z Niemiec, USA, Wielkiej Brytanii, Francji, Włoch oraz Rosji i Ukrainy).
Główne atrakcje turystyczne Małopolski to miasto Kraków, Kopalnia Soli w Wieliczce, Kopalnia Soli w Bochni, były niemiecki nazistowski obóz koncentracyjny Auschwitz-Birkenau w Oświęcimiu, kompleks drewnianych kościołów na Szlaku Architektury Drewnianej, tradycyjny spływ Przełomem Dunajca przez Pieniny, a także najwyższe polskie góry – Tatry oraz miasto Zakopane, nazywane zimową stolicą Polski.
Region to także cel turystyki pielgrzymkowej (sanktuaria w Kalwarii Zebrzydowskiej i Krakowie-Łagiewnikach, Limanowej, Pasierbcu, Dom Rodzinny Jana Pawła II w Wadowicach, Kaplica na Groniu Jana Pawła II) oraz leczniczej (9 miejscowości uzdrowiskowych w całym województwie).
Corocznie od 1999 r. organizowane są Małopolskie Dni Dziedzictwa Kulturowego, mające na celu promowanie zabytków Małopolski. 5 zespołów zabytkowych wpisanych zostało na listę światowego dziedzictwa UNESCO. Są to:
- Stare Miasto w Krakowie
- kopalnia soli w Wieliczce
- były obóz koncentracyjny Auschwitz-Birkenau Muzeum w Oświęcimiu i Brzezince
- klasztor i park pielgrzymkowy w Kalwarii Zebrzydowskiej
- drewniane kościoły południowej Małopolski (Binarowa, Dębno, Lipnica Murowana, Sękowa)

Popularnymi obszarami turystyki pieszej i sportów zimowych są pasma górskie Beskidów (m.in.: Beskid Makowski, Beskid Mały, Beskid Niski, Beskid Wyspowy, Beskid Żywiecki oraz Gorce), a także Pieniny i Tatry.
Utworzono także Karpacki Szlak Rowerowy, który, wraz ze szlakami łącznikowymi, prowadzi przez najbardziej znane i cenne historycznie miejscowości województwa małopolskiego.

## Podział administracyjny

Podział województwa na powiaty

W dniu 1 stycznia 1999 r. weszła w życie reforma administracyjna Polski, tworząc dwa nowe szczeble samorządu lokalnego i zmieniając liczbę województw. W ten sposób powstało samorządowe województwo małopolskie. W jego skład weszły obszary ówczesnego województwa krakowskiego i nowosądeckiego oraz części bielskiego, kieleckiego, katowickiego, krośnieńskiego i tarnowskiego. Województwo małopolskie tworzy 19 powiatów, 3 miasta na prawach powiatu oraz 183 gminy. Na jego terenie znajdują się 62 miasta.
| lp.   | Herb | Flaga         | Powiat      | stolica           | powierzchnia (km²) | ludność   | gęstość zaludnienia (osób/km²) |
| ----- | ---- | ------------- | ----------- | ----------------- | ------------------ | --------- | ------------------------------ |
| 1     |      |               | bocheński   | Bochnia           | 649,28             | 102 592   | 158                            |
| 2     |      |               | brzeski     | Brzesko           | 590                | 91 643    | 155,3                          |
| 3     |      |               | chrzanowski | Chrzanów          | 371,49             | 127 540   | 343,3                          |
| 4     |      |               | dąbrowski   | Dąbrowa Tarnowska | 530                | 58 631    | 110,6                          |
| 5     |      |               | gorlicki    | Gorlice           | 967,36             | 107 148   | 110,8                          |
| 6     |      |               | krakowski   | Kraków            | 1229,62            | 256 260   | 208,4                          |
| 7     |      |               | limanowski  | Limanowa          | 951,96             | 125 108   | 131,4                          |
| 8     |      |               | miechowski  | Miechów           | 676,73             | 49 977    | 73,9                           |
| 9     |      |               | myślenicki  | Myślenice         | 673,3              | 120 903   | 178,8                          |
| 10    |      |               | nowosądecki | Nowy Sącz         | 1550,24            | 204 092   | 131,7                          |
| 11    |      |               | nowotarski  | Nowy Targ         | 1474,66            | 185 917   | 126,1                          |
| 12    |      |               | olkuski     | Olkusz            | 622,19             | 113 814   | 182,9                          |
| 13    |      |               | oświęcimski | Oświęcim          | 406,03             | 153 705   | 378,6                          |
| 14    |      |               | proszowicki | Proszowice        | 414,57             | 43 406    | 104,7                          |
| 15    |      |               | suski       | Sucha Beskidzka   | 685,75             | 83 006    | 121                            |
| 16    |      |               | tarnowski   | Tarnów            | 1413,44            | 196 810   | 139,2                          |
| 17    |      |               | tatrzański  | Zakopane          | 471,62             | 65 542    | 139                            |
| 18    |      |               | wadowicki   | Wadowice          | 645,74             | 156 488   | 242,3                          |
| 19    |      |               | wielicki    | Wieliczka         | 429,2              | 112 161   | 261,3                          |
| 20    |      |               | Kraków      | –                 | 327                | 756 183   | 2312,5                         |
| 21    |      |               | Nowy Sącz   | –                 | 58                 | 84 537    | 1457,5                         |
| 22    |      | Flaga Tarnowa | Tarnów      | –                 | 72,4               | 114 635   | 1583,4                         |
| Razem | –    | –             | 22          | 19                | 15 182,87          | 3 310 094 | 218                            |